# Golf et environnement

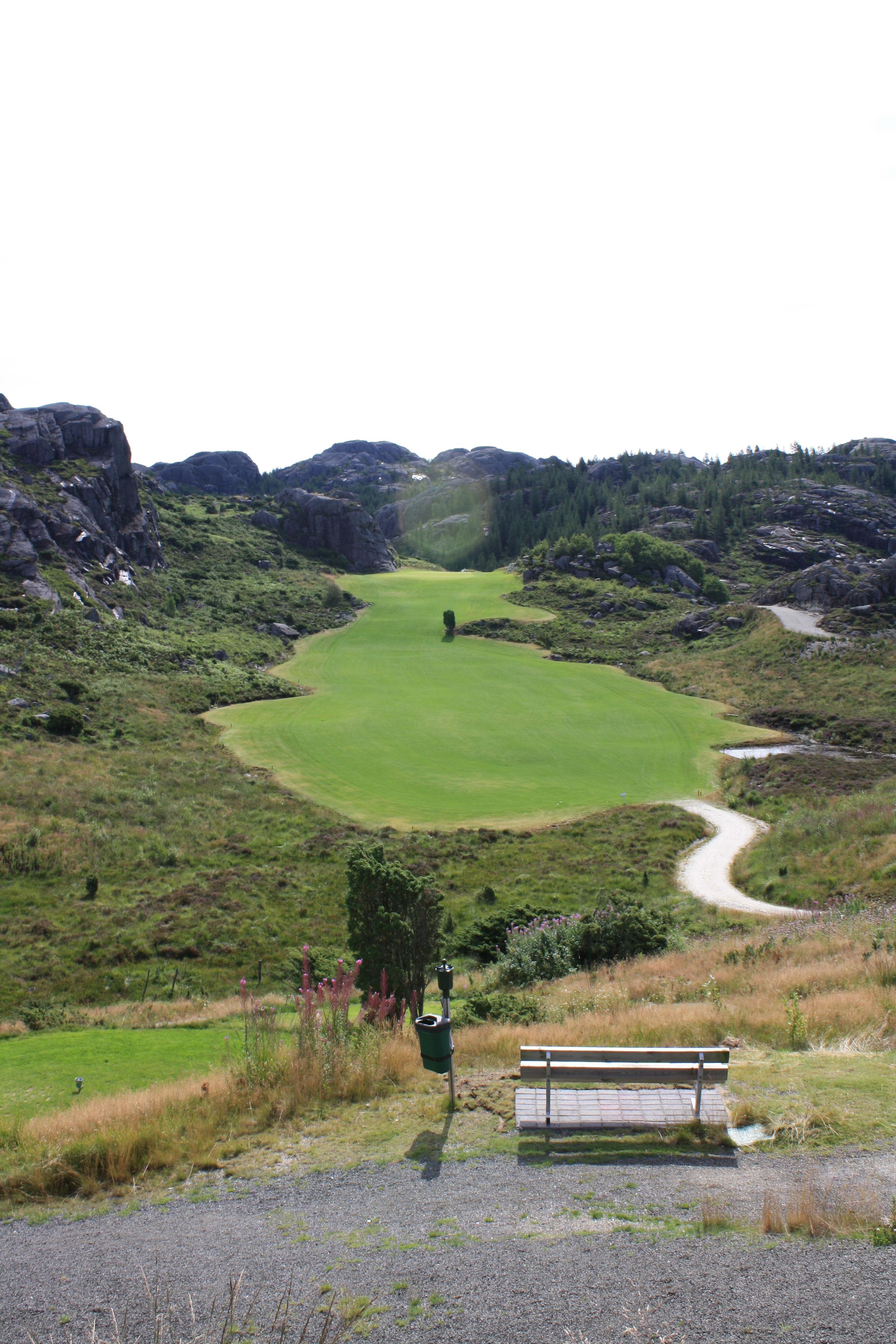
L'impact environnemental d'un golf (ici Golf de Maurholen, Norvège) doit être évalué par rapport au milieu auquel il s'est substitué, à l'écopotentialité du site, au contexte biogéographique et humain, à son mode de gestion (engrais, pesticides, part laissée à la naturalité, autochtonie de la flore, etc.).

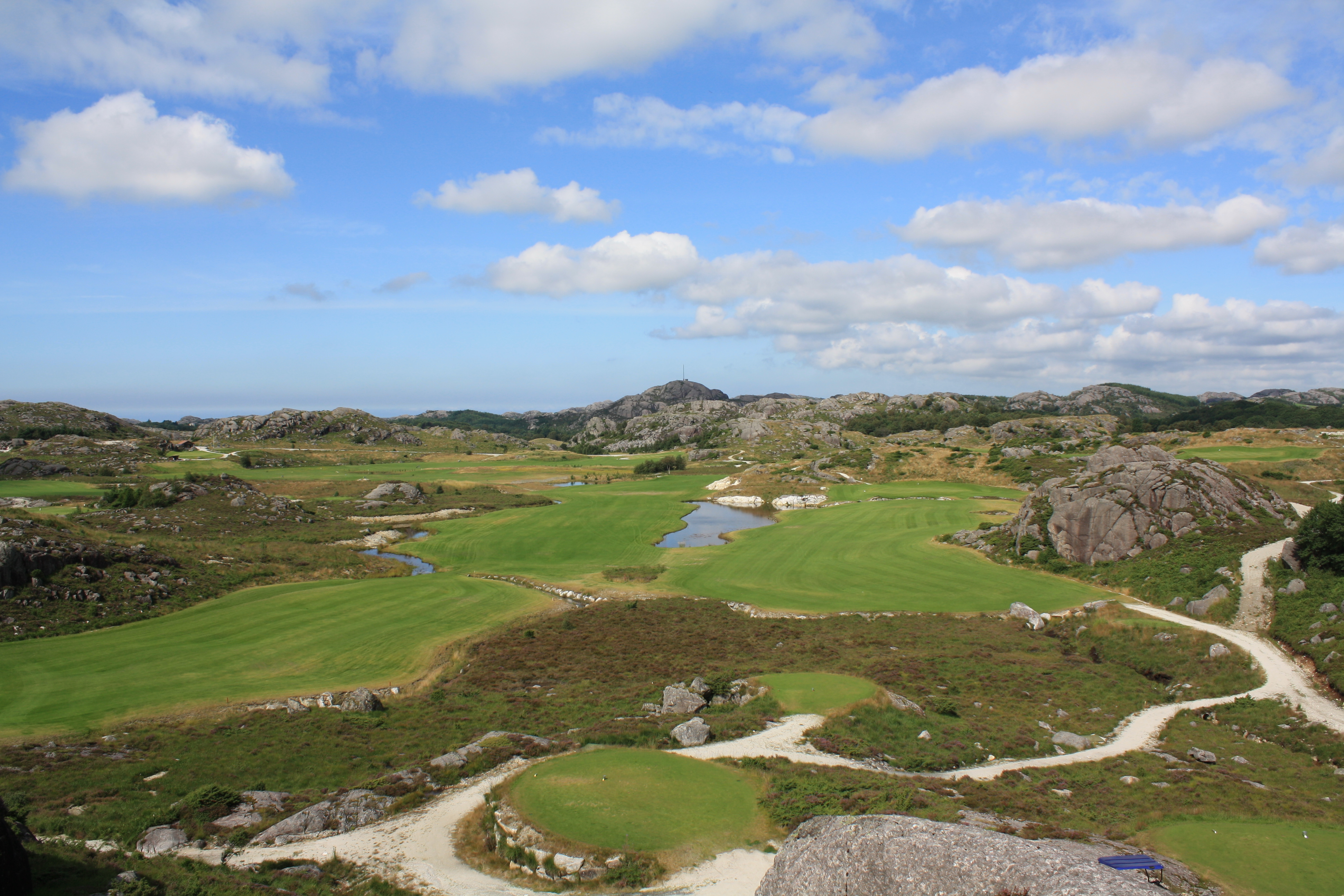
Dans ce même golf de Maurholen, une partie des milieux naturels originaux ont été préservés, mais sont fragmentés.

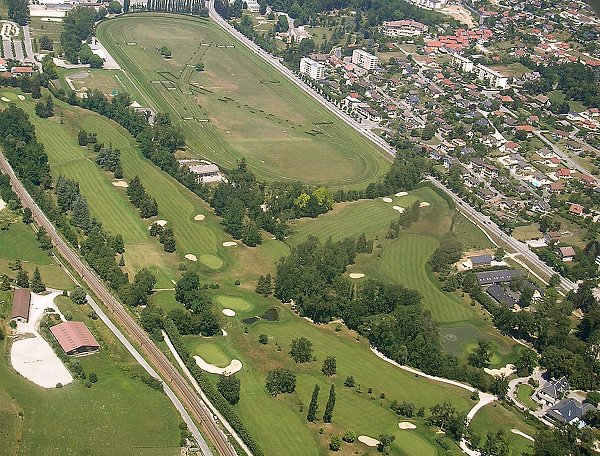
Certains golfs ont été présentés comme limitant la périurbanisation. Mais ils peuvent aussi la reporter ailleurs, et augmenter le coût du foncier (ici golf d'Aix-les-Bains, associé à un hippodrome, longeant une voie ferrée, dont les abords s'ils étaient gérés en conséquence pourraient jouer un certain rôle de corridor biologique réduisant l'insularisation écologique du golf).

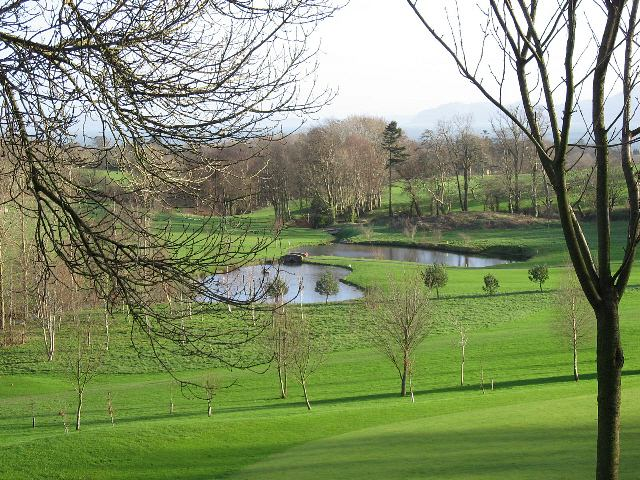
Exemple de structure paysagère très artificielle, pauvre en espèce et en habitats (Henllys Golf, Royaume-Uni).

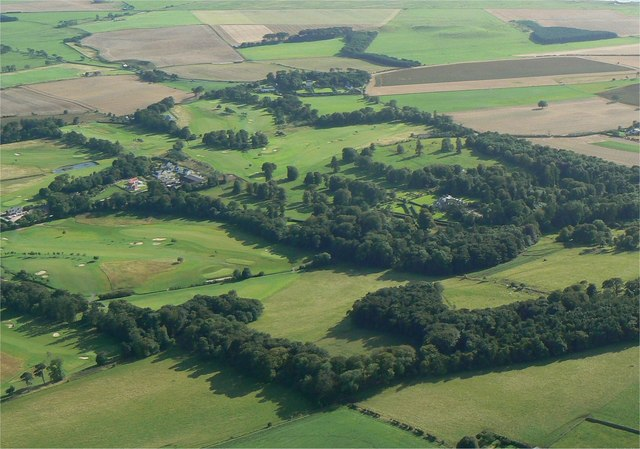
Un taux de boisement significatif, s'il est associé à une diversité en essences et classes d'âge et (comme ici) et à une bonne connectivité écopaysagère favorise plusieurs espèces d'oiseaux (rarement patrimoniales, cependant). Ce golf offre un boisement structuré de meilleure qualité que les reliques arborées de l'openfield périphérique.

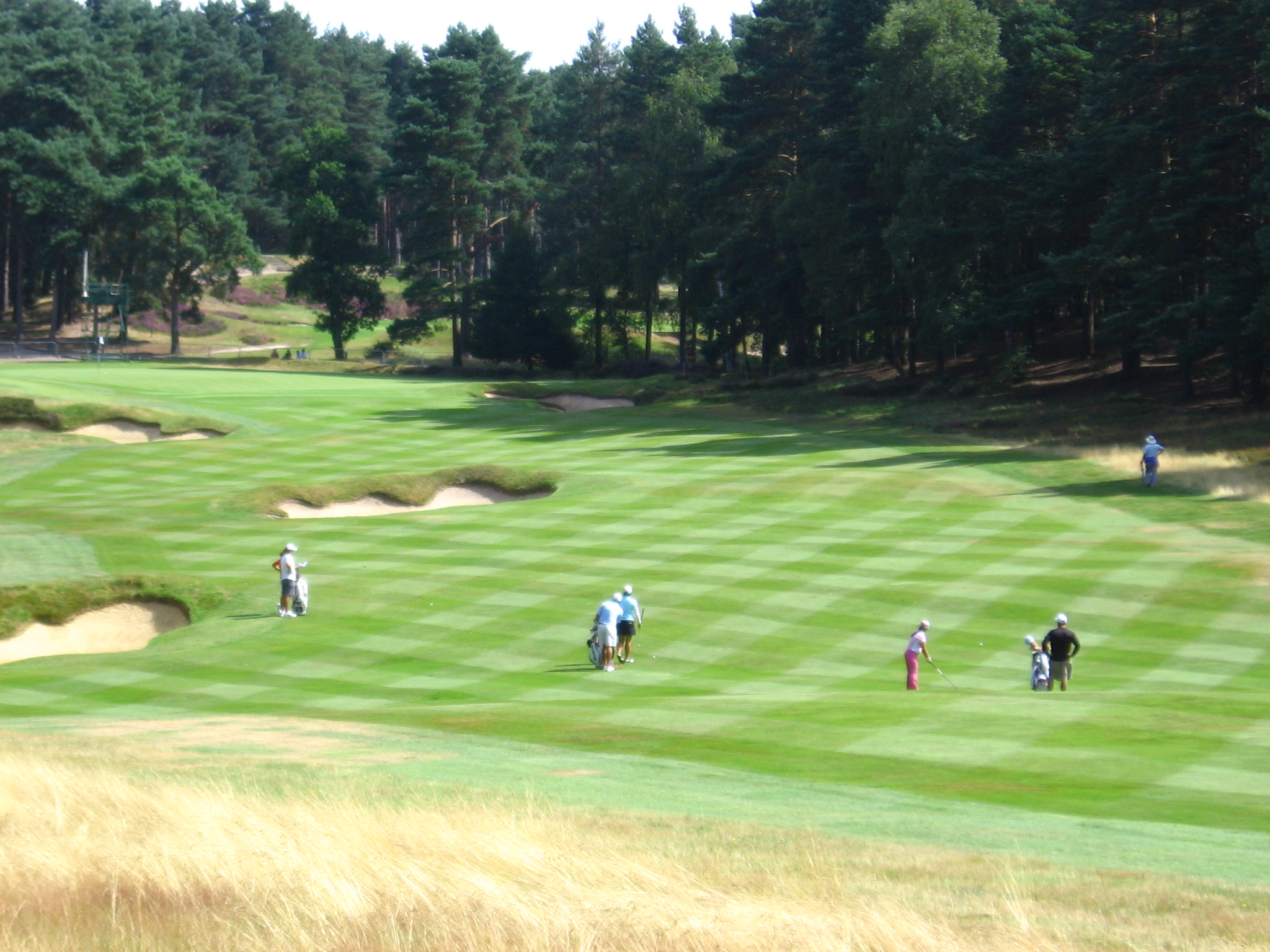
Les zones de résineux, souvent équiennes (d'une même classe d'âge) et les gazons forment ici (à Sunningdal) deux milieux particulièrement monospécifiques, peu propices à la biodiversité. Les chaumes visibles au premier plan sont un refuge possible pour les grillons, criquets, sauterelles, araignées, et de nombreuses espèces, si elle est gérée de manière adaptée (sans pesticides, en conservant des zones non-fauchées en hiver pour les chrysalides et certaines larves ou pontes, etc.).

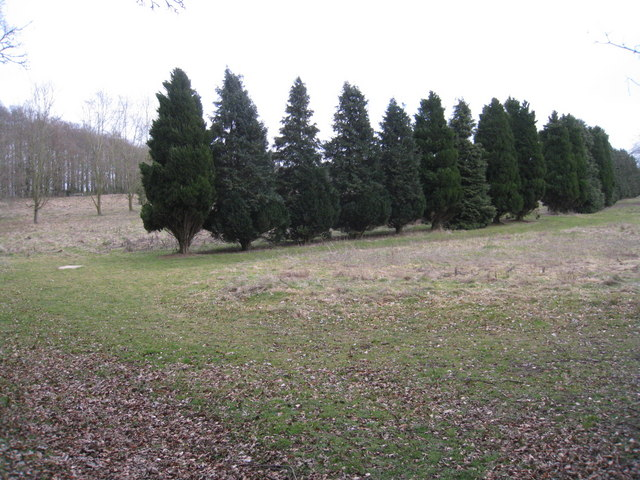
Quel est le devenir environnemental des golfs en faillite ; terrain de Golf abandonné, où quelques arbustes ont continué à grandir ; une question non posée par les études d’impacts.

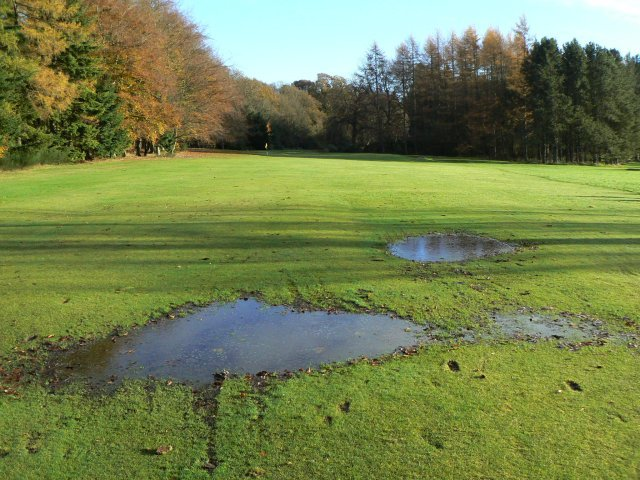
Dans la nature, les affleurement de nappe ou les inondations et engorgements temporaires favorisent souvent certaines espèces plus rares ou menacées, mais sur un golf elles peuvent augmenter les risques de contamination de l'eau par les pesticides et engrais, qui deviennent alors un « facteur limitant ».

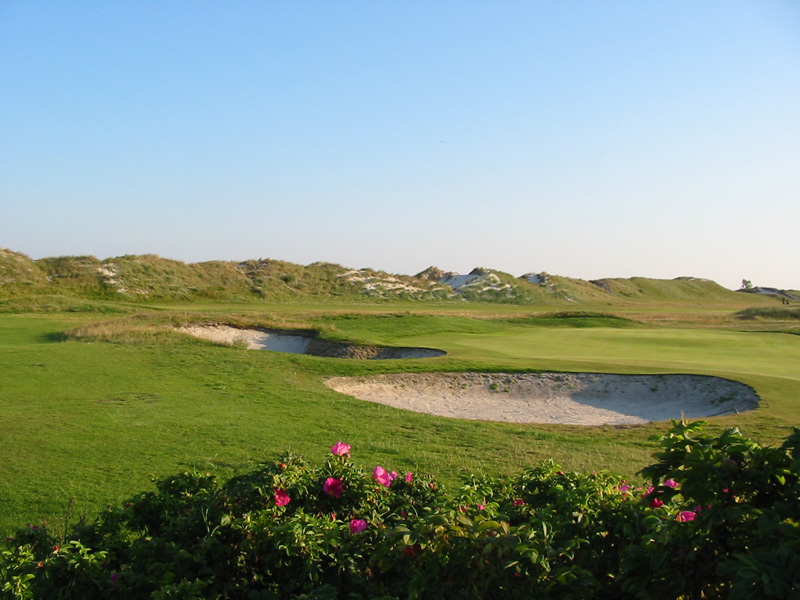
Golf de Falsterbo (Suède), de forme linéaire orienté Nord-Sud, construit entre le cordon dunaire et les vastes lotissements d'un programme immobilier de la zone arrière-littorale.

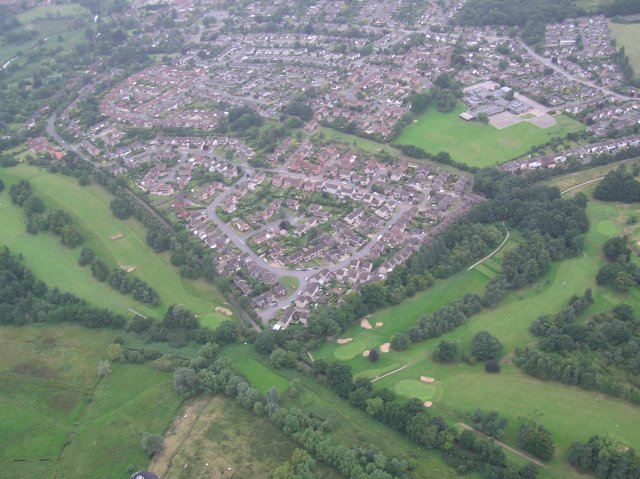
Vue aérienne du golf d’Eaton (Eaton Golf Club), situé entre les marais « Marston Marshes », une réserve naturelle et des lotissements périurbains. Dans ce type de configuration, une valeur de zone tampon ou de « gué écologique » vers les jardins proches pourraient y être développée, avec une gestion appropriée.

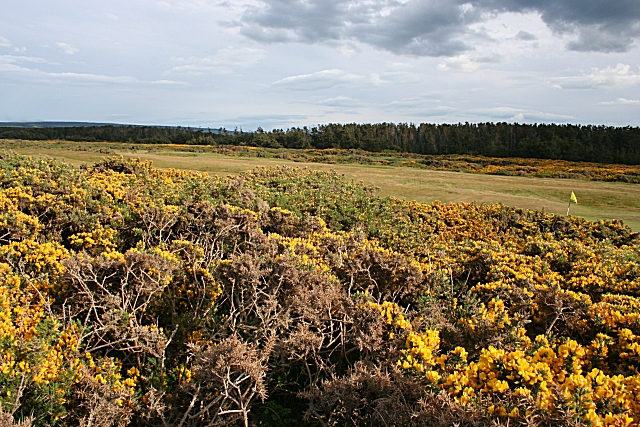
Golf installé sur une lande sèche à bruyères et ajonc d’Europe (Spey Bay Golf Course).

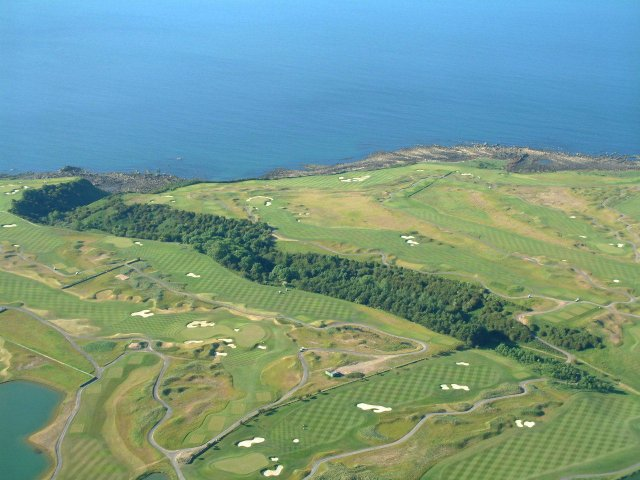
La micro-vallée de « Kittock's Den » a une valeur évidente de corridor ; De plus, elle abrite des habitats de forêts de ravins, propice à une flore rare et à la protection de l'eau (qui y est relativement préservée du ruissellement direct des pesticides par le maintien d’une zone tampon), mais le golf n'a pas été conçu pour interconnecter les zones plus naturelle entre elles ou avec le corridor ; il reste un important facteur d’artificialisation des milieux (Saint-Andrews Bay Devlin golf course).

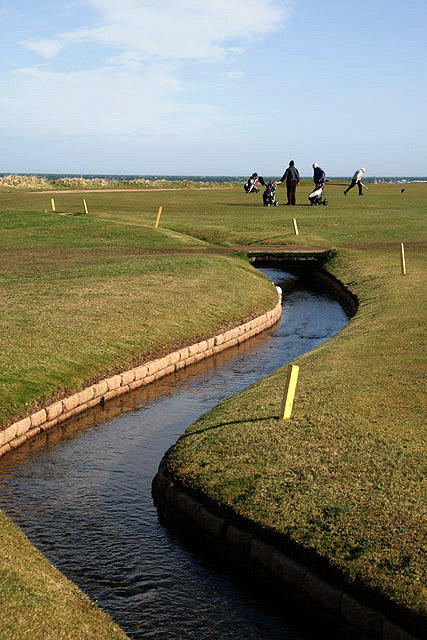
Cours d’eau utilisé comme obstacle pour le jeu. Fortement artificialisé, il est en outre difficile à protéger des apports d’engrais ou pesticides (Dunbar Golf Course).

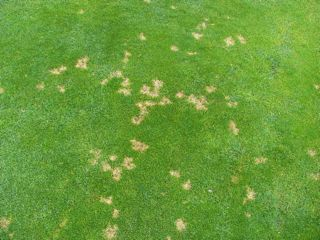
La brûlure en plaques (Dollar spot en anglais) est une maladie du gazon (taches roussies de 5 à 7 cm de diamètre), due à un champignon (Sclerotinia homéocarpa) favorisée par la monospécificité des gazons, qui caractérise notamment les greens des terrains de golf. Les semenciers ont sélectionné des souches dAgrostis stolonifera ou de Poa annua qui y sont moins sensibles, mais des traitements fongicides curatifs ou préventifs (seuls ou en association) sont fréquents. Ces fongicides ne sont pas spécifiques (ils sont toxiques pour d'autres espèces) et on connait mal le devenir et les impacts écotoxiques synergiques ou de leurs métabolites ou molécules de dégradation.

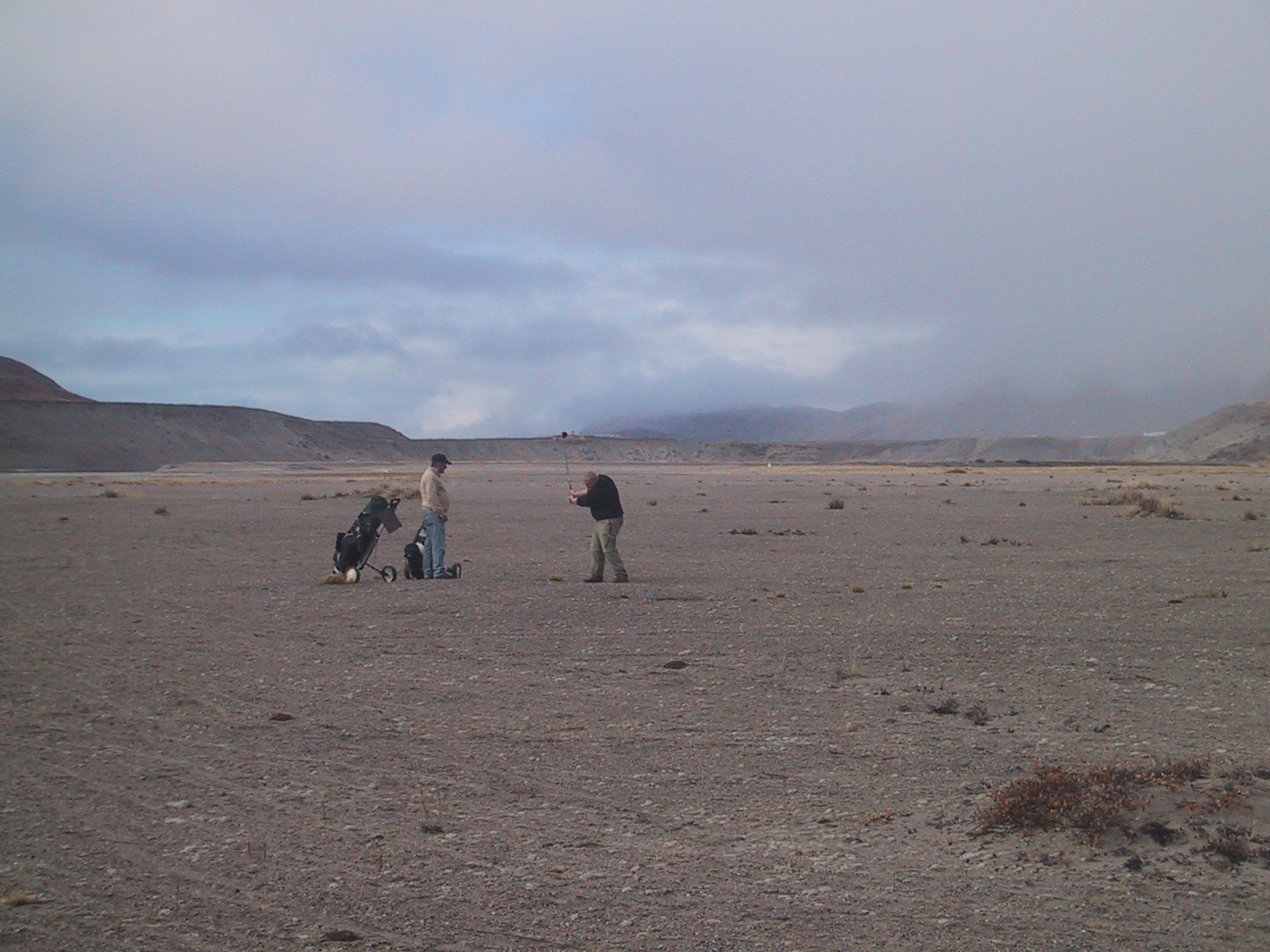
Sur ce golf (18 trous), le plus proche du pôle nord, presque aucune végétation ne peut pousser.

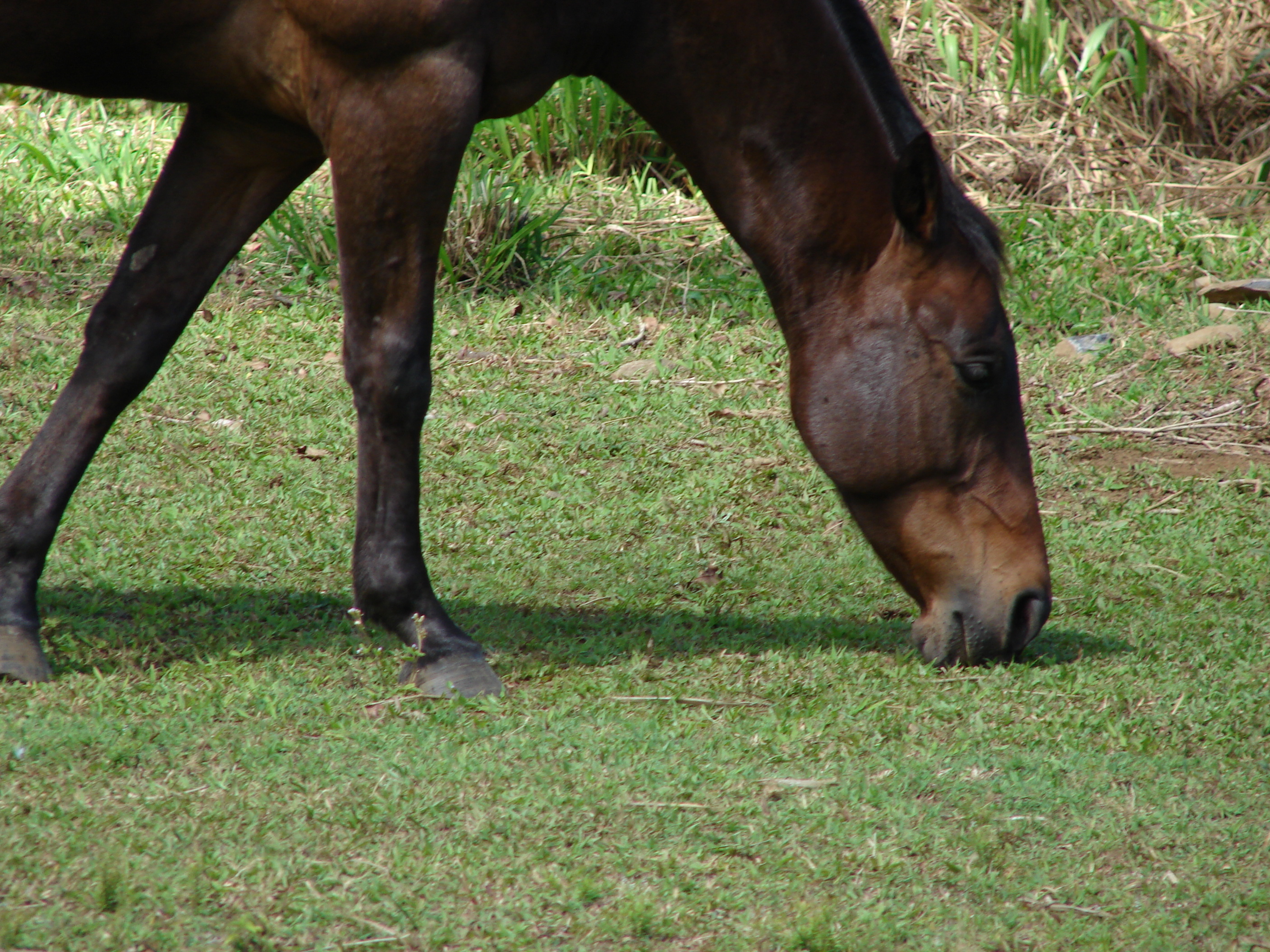
Gazon de Paspalum vaginatum, rustique, dense et ras, brouté par un cheval, à Hawaï.

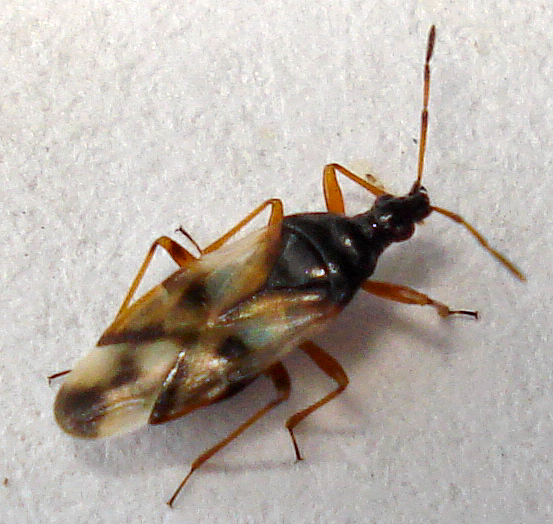
À son échelle, Anthocoris nemorum est un grand prédateur des psylles et pucerons et d’autres espèces considérées comme « nuisibles » dans les golfs.

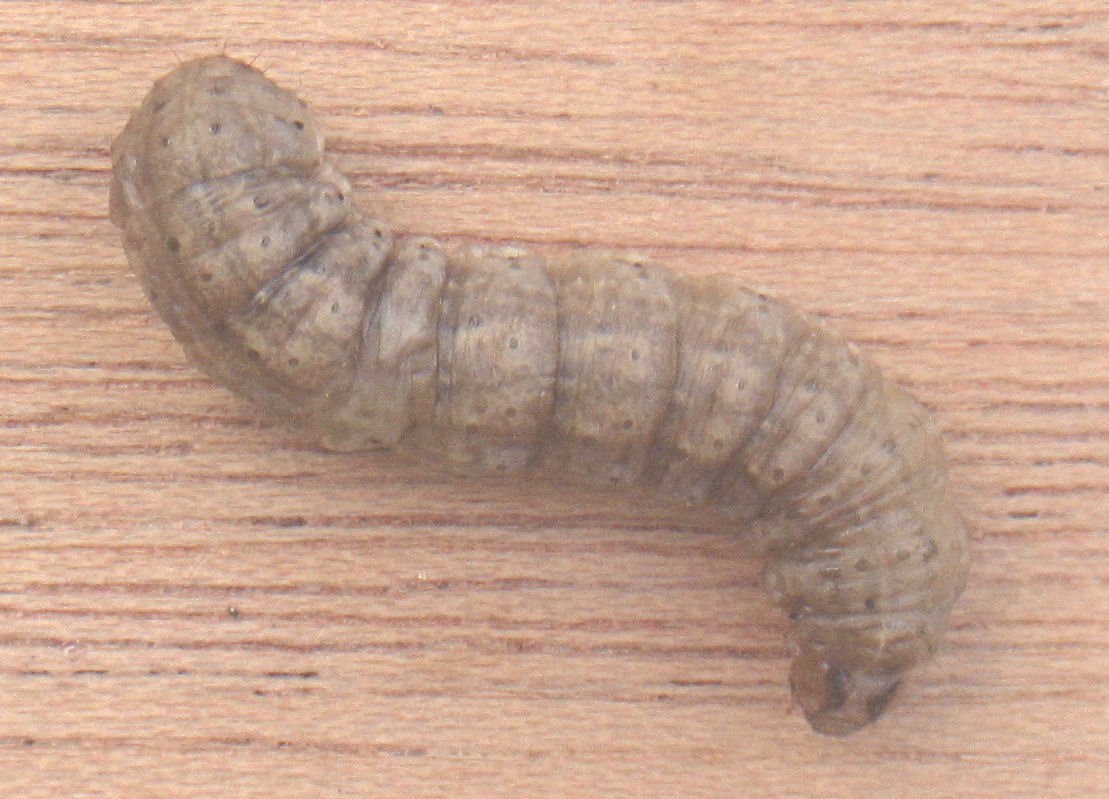
La chenille d’Agrotis ipsilon peut endommager le gazon. Elle a de nombreux prédateurs pouvant être utilisés en lutte biologique, qu’on peut attirer par des plantes judicieusement choisies.

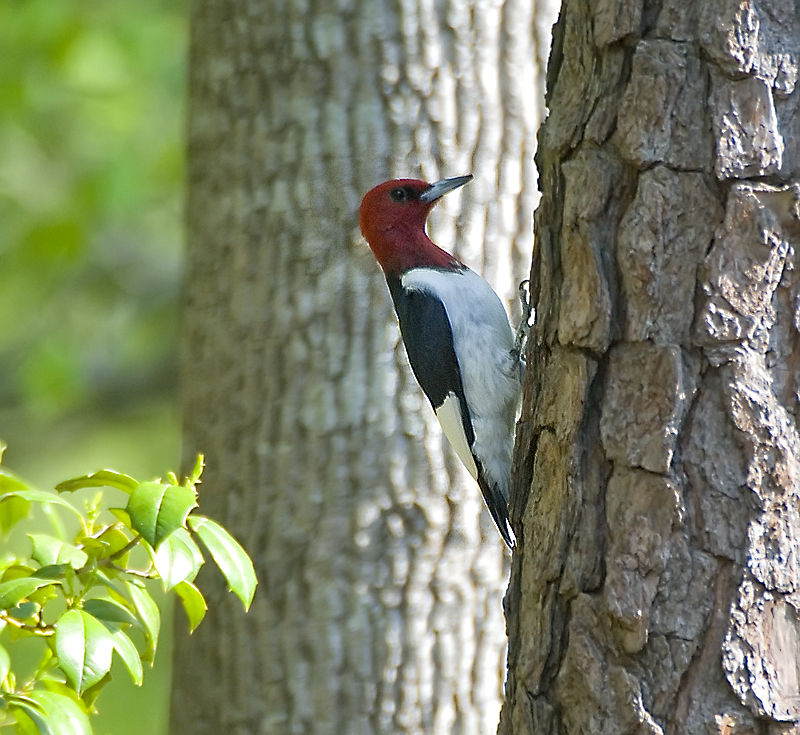
Le pic à tête rouge est une espèce en fort déclin en Amérique du Nord. Son habitat naturel ressemble aux golfs. Son succès de reproduction est un peu plus faible dans les golfs qu’ailleurs, mais la Fondation Audubon propose des mesures qui pourraient améliorer sa survie dans les golfs.

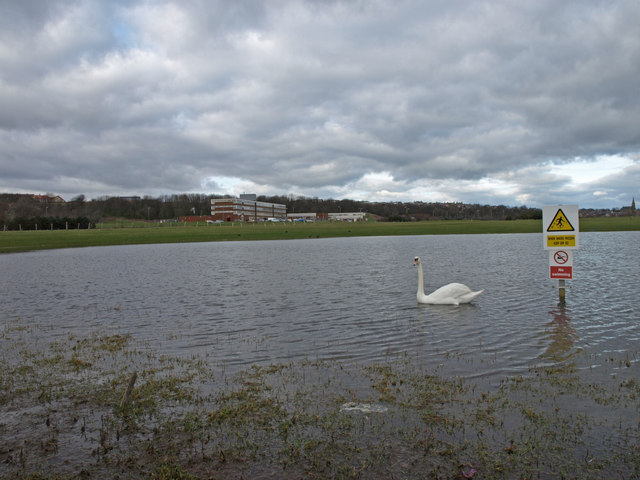
Cygne sur étang d’un golf anglais (Auchenharvie).

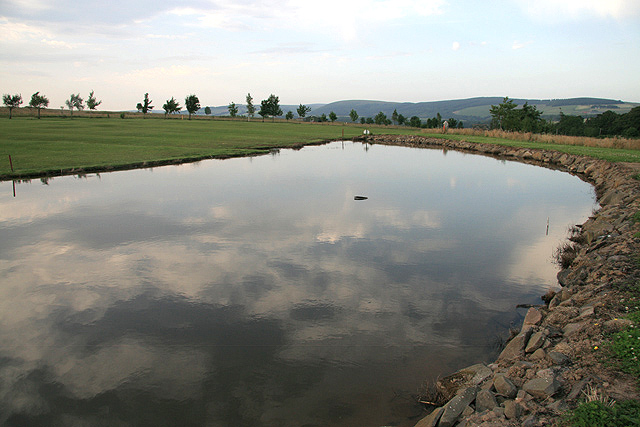
Étang construit et géré de manière très artificialisante, peu accueillant pour la biodiversité (Lauder golf course, Royaume-Uni).

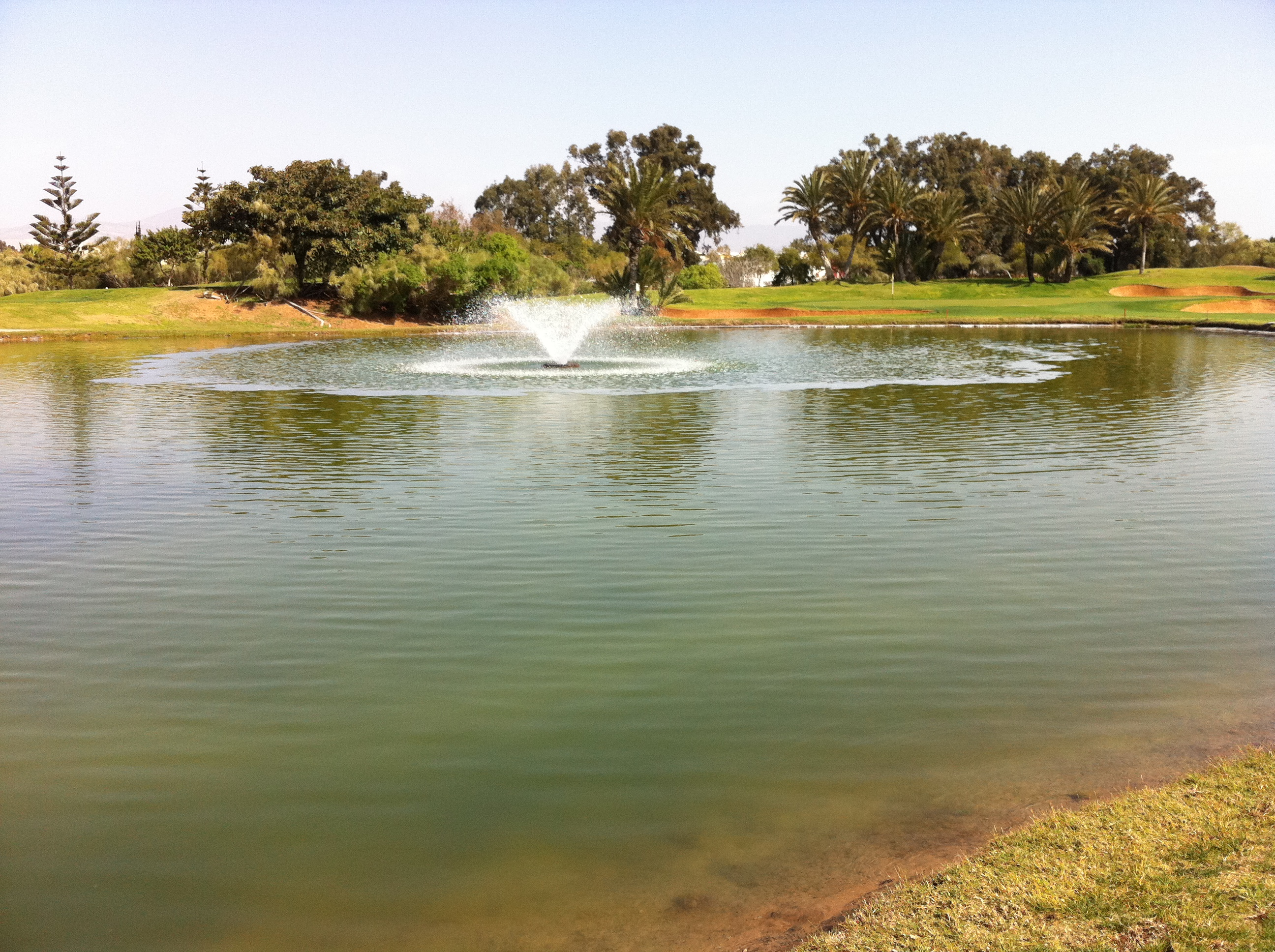
Golf du soleil, Agadir (Maroc).

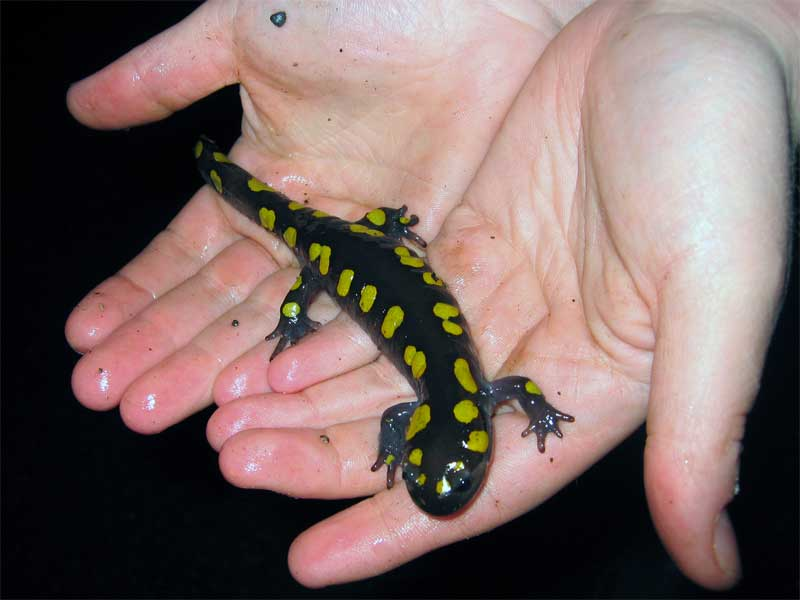
Le suivi par radio-tracking des déplacements de la salamandre tachetée (Ambystoma maculatum), présente dans un grand golf très boisés des États-Unis, a montré que cette espèce se montre capable - dans une certaine mesure (60 % des femelles environ) - de traverser les greenways ; de nuit en général. Mais les femelles semblent y avoir besoin d'un territoire plus grand que la normale pour se nourrir, ce qui nécessiterait pour une survie à long terme des zones protégées d'environ 370 m autour des mares où elle se reproduit (et non pas 164 m comme une étude antérieure l'avait proposé).

Comme toute activité humaine, la pratique du golf, comme la construction et l’entretien de terrains de golf génèrent des impacts environnementaux. Ces impacts sont notamment liés à la production et à la fin de vie des matériels utilisés pour le jeu ou l'entretien des terrains, aux moyens de transport utilisés pour les déplacements des pratiquants et employés (notamment pour les championnats), mais aussi aux terrains de golf et à leur gestion. Cette activité, sportive et de loisir, semble être de celles qui mobilisent le plus de ressources naturelles (eau et sols (foncier) notamment). Elle disperse dans l’environnement des quantités importantes d’intrants. Mais selon ses promoteurs, un terrain de golf peut aussi parfois présenter des aspects positifs pour l'environnement.
Faute d'indicateurs appropriés à leur mesure précise, et en raison de la grande variété de configurations, d'âges et de modes de gestion des parcours de golf, ces impacts (réels, ou certains impacts suspectés ou potentiels) sont difficiles à décrire, comparer ou mettre en balance, en particulier concernant la biodiversité, d'autant qu'ils varient beaucoup, non seulement selon les terrains et leurs contexte biogéographique et historique, mais aussi selon les groupes d'espèces ou habitats concernés ou considérés.
Les impacts de la construction, du positionnement et de la gestion des terrains de golfs sont débattus, au moins depuis les années 1970.
Cet article présente les arguments des uns et des autres, lorsqu'ils sont documentés ou sourcés de manière crédible.

## Les acteurs et leurs positions
L'industrie du Golf et les architectes-paysagistes qu'elle emploie disent se sentir parfois injustement accusés de polluer ou dégrader l'environnement, alors que des administrations ou des ONG vouées à la défense de l'environnement estiment ne pas être entendues ni comprises par l'industrie du golf ; ceci alors que le nombre de golfs a rapidement augmenté dans le monde. Ainsi, des visions contradictoires, parfois conflictuelles se confrontent depuis les années 1980 notamment quant à la nature et à l’ampleur des impacts des golfs sur la biodiversité, et en particulier sur certains espaces remarquables, dont littoraux.
En 2007, dans l'East Anglia (Royaume-Uni), une enquête auprès de deux cents gestionnaires de golfs (47 % de réponses) a porté sur l’attitude des responsables de golf face à la biodiversité et à sa protection, et sur son intégration dans la gestion du site. 90 % des gestionnaires se sont dits sensibles à la faune et ils estimaient que leur golf avait une importance pour les animaux. 12 % des répondants citent un travail d’inventaire faunistique. Et si 60 % des répondants estimaient souhaiter faire plus pour la faune, et bien qu’ayant agi d’une manière qui leur semblait favorable, des opérations planifiées de gestion formelle n'ont eu lieu que dans 43 % des terrains étudiés. Les conflits entre gestion de la faune et pratique du golf sont reconnus et selon les entrevues, ils résultent souvent, selon les responsables, des pressions faites par des membres du club. Ceci laisse penser qu’une sensibilisation des pratiquants est l’une des clés pour améliorer la situation de la biodiversité dans les golfs.
Dans le Kent, une étude publiée en 1987 par l’université de Londres a porté sur 20 des quarante et un terrains de golfs alors en fonctionnement dans le comté. Elle a montré que tous les golfs étaient installés sur des milieux écologiquement « précieux », et qu’ils avaient des responsabilités importantes, car dans ce comté « certaines populations d'espèces rares et les types de paysage relique sont presque confinés aux terrains de golf ». L’étude a montré que seuls certains gestionnaires de clubs étaient conscients de la valeur de leur golf pour la faune et le paysage et géraient certains milieux (le « rough » en général, qui est la partie non jouée et hors greenways des golfs) en conséquence.
Un débat scientifique et technique porte aussi sur les moyens de connaître, comprendre et minimiser les impacts négatifs des golfs et d'en améliorer les impacts positifs.
Les « aménagements golfiques » sont généralement présentés comme paysagèrement intéressants par leurs promoteurs. Ces derniers les présentent aussi comme étant plus attractifs pour la faune que les terrains engazonnés destinés à d'autres sports tels que rugby, football, soccer, cricket, baseball ou tennis (et ceci n'est pas contesté).
Mais au regard des milieux ou habitats naturels qu'ils remplacent souvent, ou au regard de leurs potentialités ; tels que gérés et aménagés dans les années 1950 à 1990 - les golfs ont souvent été considérés par le grand public, et plus encore par les environnementalistes comme d'intérêt très faible voire franchement négatif pour l'environnement (le Worldwatch institute allant jusqu'à parler dans ces cas de "Toxic green").
Les trois griefs les plus fréquemment faits aux golfs sont une consommation d'eau excessive, voire un gaspillage de la ressource, un usage excessif de pesticides et d'engrais, et une appropriation foncière de milieux abritant souvent des habitats vulnérables.
À partir des années 1990 - aux États-Unis surtout - en réponse aux préoccupations d'agences et administrations, l'industrie du golf a elle-même appelé des scientifiques à commencer à étudier les impacts de l’engrais azoté utilisé dans les golfs sur l'eau, puis à fournir des informations plus précises sur les impacts environnementaux du paysagement et de la gestion des terrains, dont sur la biodiversité (selon les typologies climatiques, pédogéologique, écopaysagère, de milieu, etc.). D'autres études ou les mêmes portent également sur le potentiel des golfs pour devenir un habitat de substitution pour diverses espèces de faune et flore, ou sur des moyens de « mitigation ».
Chaque golf est différent des autres. Il est de plus constitué d'une mosaïque de milieux qui interagissent entre eux et avec leur contexte. Ceci interdit de tirer de règles trop générales de leur étude. De plus, les espèces sont inégalement touchées par cette activité. Par exemple, un certain nombre d'oiseaux y trouvent plus facilement refuge qu'en ville ou dans l'openfield, mais les mammifères et invertébrés aquatiques ou les reptiles y sont rares ou ce sont des espèces banales considérées comme bioindicatrices d'un mauvais état écologique du milieu. Des études, dont en France ont confirmé la grande pauvreté écologique des greens, mais également mis en évidence l'absence anormale de groupes importants d'espèces dans les pièces d'eau, tout en estimant qu'avec une autre gestion, et à certaines conditions, de réelles potentialités pourraient s'exprimer et permettre l'accueil d'une plus grande biodiversité, c'est ainsi qu'est né en 2016 le Programme & Label Golf pour la Biodiversité permettant aux golfs français de mieux connaitre, agir et sensibiliser à la biodiversité. Ce Programme a été construit avec l'appui technique et scientifique du Muséum national d'Histoire naturelle.
Enfin, selon l'United States Golf Association (USGA), les modèles mathématiques de diffusion/percolation des polluants dans les bassins-versants urbains ou agricoles ne semblent pas transposables aux gazons et terrains de golf, en raison de la forte densité de leurs entrelacs racinaires.
Enfin, dans certains pays (États-Unis notamment), des enjeux fiscaux importants (détaxation, déduction d’impôts) sont associés à certains engagements à protéger la nature dans les golfs.

## Évolution du contexte et des enjeux
L’évolution technique des matériels fait que les golfeurs actuels frappent leur balle en lui donnant plus de vitesse qu’autrefois. Par sécurité, les architectes de golf tendent donc à agrandir les terrains (en moyenne de 10 %) alors que dans le même temps la société leur demande de consommer moins d’eau. Aux États-Unis, les golfs modernes dix-huit trous occupent au moins 60 ha (150 acres) de terres, dont seule une moitié est engazonnée.
Depuis les années 1990, beaucoup de sports cherchent à s'intégrer dans une dynamique de développement durable, dont le golf qui, dans certains pays, perd des pratiquants améliore ainsi son image. Un des moyens d’améliorer cette image est aussi d'intégrer le groupe des sports dits « de nature » en mettant en avant le paysagement plus ou moins « naturel » des terrains de golf. Le paysage typique ou « idéal » recherché par un aménageur de golf ou par les pratiquants puristes correspond à des milieux naturels fragiles de grande valeur écologique (dunes, coteaux calcaires, pelouses sèches, landes, de plus en plus rares et menacés), ainsi au Royaume-Uni, un nouveau parcours conçu par David Kidd au bord de la baie de Machrihanish Bay (dans la péninsule du Kintyre en Écosse), a pour la première fois été entièrement construit dans un site classé SSSI (Site of Special Scientific Interest), mais avec des obligations de gestion plus écologique.
En France, le golf de la Rochelle Sud a inauguré en juin 2022 un parcours 18 trous compact écologique permettant de créer un réseau d’espèces connectées entre elles favorables à la richesse écologique. Ce site, construit dans le respect de la transition écologique (plantes locales, construction de micro habitats, entretien raisonné), contribue à la connaissance scientifique via des inventaires réalisés par des écologiques de la Ligue de Protection des Oiseaux et intégrant ensuite l’Inventaire National du Patrimoine Naturel du Muséum national d’histoire naturelle.

### Contexte prospectif
Le secteur du golf a connu une forte croissance des années 1970 à 2005, prenant un poids important, médiatiquement, financièrement (1re source de dépense pour le sport dans le monde) et en termes de lobby. Il représente un marché de 49 milliards de dollars/an selon la National Golf Foundation américaine, et il souhaite encore se développer dans le monde. Ce développement se traduit par des golfs de plus en plus nombreux, notamment aux États-Unis où leur empreinte écologique n'est pas négligeable : avec près de 18 000 terrains de golf couvrant 1,7 million acres (plus de la moitié des 35 000 terrains de golf existant dans le monde), cette activité consomme quatre milliards de gallons d'eau par jour, selon le Worldwatch Institute.
Les golfs privés sont souvent associés à la spéculation immobilière, foncière et financière. Pour être rentable, les projets doivent être proches de grandes zones urbaines et d'axes de transport. Dans presque tous les cas, ils entrent en concurrence avec d'autres usages des sols et de l'eau (eau potable et irrigation agricole notamment). Ceci est déjà source de tension les années sèches, et dans les régions sèches ou arides.
Or, les données de prospective disponibles (GIEC) prévoient un climat plus sec en été, des canicules plus fréquentes avec des risques accrus d'inondation en hiver ou saison des pluies. Le manque d'eau potable et d'irrigation, les incendies de forêts, la salinisation devraient augmenter.
De plus, en 2011, l'ONU a revu à la hausse ses projections démographiques à 2050/2100, ce qui laisse supposer que la pression sur le foncier (naturel, agricole et urbain) augmentera encore, de même que la périurbanisation.
L'industrie du Golf a cherché à diminuer son empreinte écologique en sélectionnant des gazons plus résistants, en récupérant des eaux pluviales et en optimisant ses arroseurs automatiques, mais les effets positifs locaux sont négativement compensés par la croissance régulière du nombre de golfs dans le monde.
En 2021, la Fédération française de golf a publié un guide méthodologique "Construire un golf" regroupant des informations techniques, réglementaires, environnementales et économiques, essentielles pour bien appréhender les enjeux des porteurs de projet dans la perspective d’un développement durable du golf.

### Contexte juridique et réglementaire
Des accords et conventions internationales[Lesquelles ?] engagent les États et la société civile à mettre en place les conditions d'un développement durable, et à stopper l'érosion de la biodiversité. Vingt ans après Rio, la plupart des objectifs du millénaire n'ont cependant pas été tenus. La législation environnementale tend donc à être plus exigeante, et les réglementations européennes, nationales, régionales, locales, sont parfois assorties de dates butoir qui concernent aussi l'industrie du golf (en Europe, la directive cadre sur l'eau impose par exemple le bon état écologique pour 2015). Depuis les années 1970-1980, les permis de construire et autorisations d'aménager nécessitent des études d'impacts ou études d'incidences sur l'eau et sont assortis d'exigences croissantes (avec des différences notables cependant selon les pays ou les régions).
Soupçonnés d’être au moins en partie responsables du recul de nombreux organismes aquatiques, et de nombreux insectes (pollinisateurs notamment), les pesticides préoccupent les collectivités et une part croissante de la population et des autorités. D'autre part, l'eutrophisation généralisée (voire localement la dystrophisation des milieux) invitent à une gestion plus raisonnée des engrais, et même de plus en plus à une gestion restauratoire favorisant la déseutrophisation. Ceci se traduite par des limitations ou interdictions d'usages de certains intrants chimiques et par des plans, tels que « Écophyto » en France. Dans le cadre des appels à projets Ecophyto proposés par l'Office Français de la Biodiversité, la filière golf est mobilisée pour proposer des solutions permettant de réduire l'impact des golfs sur l'environnement et réduire ses intrants, des projets présentés en 2021 et 2022 ont été financés pour une gestion plus durable du golf.
Des tensions existent entre l'industrie du golf et certaines administrations (États État, Agences de l'eau, ministères ou départements chargés de l’environnement ou l'agriculture, qui s’inquiètent de la concurrence pour l'eau (au moins là où elle manque et quand elle manque), voire pour des terres arables périurbaine. D'autre part, le prix de l'eau et de certaines écotaxes augmentant, l'industrie du golf a également intérêt à réduire sa consommation d'eau et d'intrants, tout en augmentant la capacité des golfs en termes de puits de carbone.
En France, le travail mené par la filière golf en lien avec les Ministères des Sports, de la Transition Ecologique et de l'Agriculture permet de travailler en bonne intelligence avec les institutions pour un développement durable de la pratique du golf. Une feuille de route est partagée et l'Etat accompagne la filière golf a réduire son impact sur l'environnement.

### Contexte scientifique
La recherche de haut niveau nécessite d'être financée, mais n'est crédible que si indépendante.
Peu de crédits publics ont été consacrés à la Recherche sur les impacts environnementaux du sport. Le Golf fait exception, mais c’est l’USGA qui a financé la plupart des recherches, en les orientant par ses appels à projets et ses choix de financements. L’USGA propose actuellement par contrat aux Universités que les technologies, inventions, écrits, brevets ou protection des obtentions végétales et droits d'auteur acquis dans ce cadre soient propriétés de l'université (sauf si elle décide de ne pas déposer une demande de brevet ou de protection des obtentions végétales). L’USGA demande que 50 % de ces revenus (brevets, licences…) lui revienne « pour perpétuer la recherche sur le gazon et l'environnement ».
Aux États-Unis, c'est l'industrie du golf, qui en 1990, lors d'un tournoi au Medinah Country Club par la voix du directeur de l'United States Golf Association (USGA) a annoncé vouloir lancer une évaluation scientifique des impacts environnementaux des golfs. Un an après, l'USGA sélectionnait vingt et un projets de recherche visant principalement 1) à obtenir des données sur le devenir des pesticides et des engrais déversés sur les terrains de golf, 2) à étudier des gestions alternatives à la lutte contre les ravageurs des golfs (ex : lombrics, et larves de coléoptères phytophages, de type Phyllophaga spp. (au moyen de nématodes entomophages par ex), et 3) mesurer les bénéfices environnementaux (pour la faune notamment) et humains (santé, aménités…) du gazon et des terrains de golf.
Dans ce cadre, de premières données ont été scientifiquement collectées, par exemple par l'université du Massachusetts et celle de Californie qui ont montré, selon l'USGA, que les pesticides étaient fortement intercepté par les feuilles du gazon, et qu'ils étaient surtout présent en surface, percolant moins qu'on ne le craignait vers les nappes. Une partie (moins de 13 % en général) de ces pesticides se volatilisaient (sublimation ou envol d'aérosol) dans l'air, en quantités différentes selon les molécules. Ces études ne semblent pas avoir porté sur l'impact des produits de dégradation ni des métabolites, ni sur les synergies possibles entre produits. Selon l'USGA, au regard des normes de l'EPA alors en vigueur, les doses moyennes de substances actives mesurées dans l'air n'étaient pas dangereuses pour l'Homme, mais « Cependant, des précautions doivent être prises immédiatement après un pesticide a été appliqué au terrain de golf. Les golfeurs, les propriétaires et les municipalités ont besoin de reconnaître que les golfeurs ne devraient pas suivre l'équipement de pulvérisation sur le parcours de golf. ».
Le ruissellement et le lessivage superficiel des pesticides par l'eau varient fortement selon le type de sol, de plante, le degré de pente, la pression de vapeur du produit et la température de l'herbe. Jusqu'à 10 % d'un pesticide appliqué avant une pluie peut être emportée par cette dernière, mais la percolation du 2-4-D au travers du tissu racinaire était inférieure à ce que laissaient attendre les modèles disponibles à cette époque. Sur les fairways, les agrostis se montrent mieux capable de limiter le ruissellement que le ray-grass (Lolium). L'USGA met en avant que les modèles de dispersion et percolation des pesticides utilisés pour l'agriculture ne peuvent s'appliquer aux golfs dont les capacités de filtration (grâce au gazon dense) s'avèrent importante, ce qui invite l'USGA à envisager de les utiliser pour épandre et épurer des eaux usées, sous réserve d'études plus approfondies.
En France, plus récemment, la Fédération française de golf (FFGolf) a signé une convention avec le Museum national d'Histoire naturelle intitulée "Programme national d'Etude de la Biodiversité des golfs français" dans lequel de nombreuses actions permettant d'analyser la biodiversité des golfs français mais surtout pour accompagner les gestionnaires à mieux connaitre et préserver la biodiversité du site via des actions concrètes (Programme & Label Golf pour la Biodiversité). Un article scientifique a d'ailleurs été publié dans le cadre de ces travaux : "Le golf : activité sportive contre-nature ou opportunité écologique ?"

### Enjeux en termes d'image et de communication
Les entités (fédérations) qui représentent le secteur du golf ont souhaité que ce sport redevienne une discipline olympique (acquis pour les jeux de 2016, sur décision prise en 2009, après retrait depuis 1904). Elles souhaitent encore qu'il soit reconnu comme « sport de nature », ce qui leur demande de répondre à certains critères de soutenabilité environnementale, économique et sociale. En France, c'est l'Agenda 21 de la FFGolf qui tient lieu de cadre principal à ces critères.

### Les engagements du CIO (Agenda 21)
En tant que tels, les enjeux de soutenabilité du sport ont vraiment émergé dans les années 1990, dans le contexte du Sommet de la Terre de Rio (juin 1992) et de ses suites.
Le Mouvement olympique considère depuis 1999 « l'environnement comme le troisième pilier de l'Olympisme, après le sport et la culture » et dit avoir « développé une politique volontariste de défense de l'environnement qui s'est exprimée dans le «Pacte de la Terre», les actions de collaboration avec le Programme des Nations unies pour l'environnement (PNUE), la réalisation de Jeux Olympiques « verts » et la tenue de conférences mondiales et régionales sur le Sport et l'environnement. ».
Au niveau mondial, le comité international olympique a produit en 1999 son propre Agenda 21 du CIO. Il a été en 2000 suivi d'une résolution du Conseil de l'Europe avec une déclinaison et adaptation française en 2005 (en un « Agenda 21 du sport français »).
Cet Agenda 21 français invite notamment toutes les fédérations sportive à se doter d'une Commission Environnement et développement durable, qui pourra proposer et évaluer les moyens, pour chaque type d'activité, de construction d'infrastructures sportives ou de déplacements sportifs, de minimisant les impacts directs et indirects, immédiats et différés sur les ressources naturelles pas, peu, difficilement, lentement ou coûteusement renouvelables. Ces dispositifs ne semblent pas encore avoir été évalués.

### Les engagements environnementaux de l'IGF (Fédération internationale)
L’IGF a indiqué en 2005 au comité olympique qu’elle cherchait à mieux prendre en compte les impacts écologiques du Golf, via un programme et d'un plan d’action dans le domaine de l'environnement ; des évaluations environnementales effectuées par l’IGF pour ses manifestations.
L’IGF a également précisé que l'industrie du golf soutenait des recherches scientifiques conduites sur l’impact environnemental des parcours de golf en citant comme principaux domaines de recherche la mise au point d’une nouvelle variété de gazon moins consommatrice d’eau et de fertilisants ; des méthodes de construction respectueuses de l’environnement ; une réduction de l’utilisation de produits chimiques ; et la recherche d’alternatives aux pesticides et des travaux en faveur de l’utilisation de graminées indigènes. Un volet « éducation » est également prévu, de même qu'un objectif de mise à disposition des golfs de matériel adéquat pour la gestion des déchets.
L’IGF a indiqué au Comité olympique qu’elle estimait que « des parcours de golf gérés de manière adéquate permettent d’obtenir un certain nombre de résultats positifs pour l’environnement et la communauté, notamment : des habitats pour la faune, une protection des sols, l’absorption des eaux pluviales et des eaux usées, une intégration paysagère, des possibilités d'organiser des sports récréatifs en plein air, et une réduction de la pollution par l’absorption de dioxyde de carbone ». L’IGF ajoutait qu’« Il convient par contre de souligner que, mal situé ou mal administré, un parcours de golf peut avoir des effets négatifs considérables sur l’environnement. Il faut donc impérativement tenir compte de ces éléments lors de la construction et de la gestion des parcours ».

## État des lieux en termes d'incidences sur l’environnement
Des aspects positifs et négatifs sont cités par la littérature technique du golf, par la littérature scientifique, et par l'industrie du golf elle-même.
Dans d'autres domaines, les études d'incidences cherchent habituellement à différencier les impacts directs et immédiats, locaux ou globaux, ou différés dans l'espace et dans le temps, mais ceci ne semble difficile pour le golf. Étant donné la variété des configurations de golfs et de leur contexte, les impacts devraient pratiquement être précisés au cas par cas, et le cas échéant en suivant les principes des études d'impacts pour produire des mesures conservatoires et compensatoires adéquates.
Les incidences environnementales des golfs et l'évaluation de leur degré de valeur patrimoniale naturelle font l’objet d’études ou publications depuis la fin des années 1990.
Par exemple, alors que de nombreux golfs étaient créés en Allemagne (par exemple 612 golfs en Allemagne en 1999, avec à cette époque un rythme de création de trente nouveaux golfs par an dans le pays, une étude anglo-allemande a porté sur la qualité de l’évaluation des incidences environnementales (EIE) des golfs allemands et suisses, et sur les moyens éventuels de l’améliorer, par exemple en y intégrant la notion de « capital naturel ». Sur la base d’études de cas, les auteurs ont montré que les processus d’études d’impacts des golfs contenaient « plusieurs lacunes manifestes » lorsque réalisées aux échelles locales.
Ils notent toutefois aussi qu’un état initial plus rigoureux n’aurait pas non plus suffit à prendre en compte les conséquences à long terme et en matière de développement soutenable. Selon eux, la nature et l'ampleur des impacts d’un golf est également très tributaire de la gestion ultérieure, laquelle n'est généralement pas prise en compte par l'EIE. La gestion est de plus ensuite - en grande partie - exclue des processus de réglementation et de contrôle. Enfin, l'évaluation n'intègre pas le fait que les projets ne tiennent pas toujours leurs promesses en termes d'emploi ou de développement local, avec donc une évaluation biaisée des implications que les golfs peuvent avoir sur le développement durable à long terme d'une région. Les auteurs proposent, au-delà de la notion de capital en matière de qualité de la vie,, que la notion de « capital naturel », qui permet d’approcher des notions d’écopotentialité, de patrimonialité, d’analyse de la valeur, d’aménités environnementales, de services écosystémiques, et de « soutenabilité » du paysage…) soit une référence pour l’évaluation environnementale, car permettant des approches plus stratégique lors de l'évaluation des propositions. Une approche sur le modèle anglais « UKs Quality of Life Capital (QoLC) », associée à la notion allemande de Leitbild constituent selon eux « la base d'une évaluation plus intégrée et plus stratégique des projets de développement ».
De petits pays, très peuplés, manquant déjà d’eau, voire semi-désertiques connaissent une forte pression spéculative pour la création de golfs, suscitant des conflits opposant des intérêts très divers et complexes. On cite souvent des pays en développement, mais c'est aussi le cas en Europe, à Malte par exemple,.
Outre les impacts du golf sur son environnement périphérique, il faudrait aussi considérer ;
- ses impacts, in situ, sur la faune et la flore et les biotopes semi-naturels qu'il peut abriter. De manière générale, les greens sont très pauvres en biodiversité, les mares et greenways un peu moins. Mais ces éléments paysagers n'expriment généralement pas leur potentiel à cause des engrais et pesticides. Ce sont certaines zones situées hors des parcours, et des milieux périphériques (zones plus sauvages ou « rough ») qui peuvent présenter un intérêt en tant que biotope. Les zones densément boisées ou enherbées faisant l'objet d'une gestion extensive, quand elles existent, semblent être les plus intéressantes pour la biodiversité, mais la disposition et taille des « taches » (patchs écopaysagers) plus naturelles dans le paysage a aussi son importance.
- les impacts induits par les pratiquants lors du jeu, des entrainements, des championnats. 25 millions d’américains ont ainsi effectué 490 millions de “parties” en 2010 selon len Macnow[49]. Beaucoup de golfs sont isolés dans des paysages remarquables, assez loin des centres urbains. On s’y rend donc en voiture plus souvent qu’en transport en commun, et certains golfs de luxe voient une grande partie de leurs clients venir en avion. Ces modes de transports ont une empreinte écologique et une empreinte carbone très importantes.
- Les déchets laissés par les pratiquants et les travaux, beaucoup de plastiques (tee, balles) sont laissés par les golfeurs lors de leurs passages. les travaux et installations d'irrigations sont aussi des sources de plastiques (tuyaux, sprinklers) qui sont rarement évacués après usage, car cassés et fractionnés.

### Aspects plutôt positifs pour l'environnement
Comme pour d'autres espaces verts (grands jardins publics ou privés) ou pour les zones d'exercice de terrains militaires, certains espaces verts de zones d'activité, ou d'autres espaces destinés au sport (pistes de ski, prairies et parcours associées à certaines zones de sports ou loisirs équestres), les golfs présentent a priori certaines potentialités pour la biodiversité, avec même quelques spécificités.
Les « parcours » eux-mêmes, et en particulier les « greens » et « bunkers » sont peu accueillant pour la faune, flore ou fonge sauvages (et la faune sauvage y est d'ailleurs souvent jugée indésirable, car peu compatible avec les pratiques du golf telles qu'elles existent), mais :
- ces parcours s'insèrent dans des terrains parfois très vastes constitués d’une « mosaïque paysagère » dont une part - souvent significativement étendue - est constituée de graminées plus élevées et diversifiées (moins souvent tondues ou fauchées), et de milieux enbuissonnés à arborés, potentiellement plus favorables à la biodiversité si écologiquement connectés au contexte écopaysager ;
- des reliefs variés sont recherchés ou reconstitués par les aménageurs et paysagistes de golf. Ils sont favorables à l'établissement de microclimats et de micro-habitats propices à la diversification des communautés végétales et des niches écologiques (si la gestion du milieu le permet) ;
- la présence d'eau (dormante ou courante), et parfois de franges de zones humides naturelles ou d'apparence naturelle devrait remettre l’accueil de nombreuses espèces aquatiques et des zones humides (25 % de la biodiversité environ en Europe de l'Ouest dépendent des zones humides) ;
- l'essentiel des déplacements se faisant sur les « Fairways », les terrains de golf sont pas ou peu écologiquement fragmentés par des clôtures ou routes imperméabilisées, et les véhicules y sont peu nombreux et souvent dotés d'une motorisation électriques, et dont moins source de pollution directe et de dérangement (véhicules silencieux), sachant néanmoins qu'en zone tempérée, la pratique du golf se fait surtout au printemps et en été[50], avec un printemps une zone de vulnérabilité biologique correspondant à la reproduction et à l'élevage des jeunes pour de nombreuses espèces ;
- le tapis densément engazonné ou enherbé présente, dans une certaine mesure, des propriétés intéressante de filtration et d'épuration de l'eau, plus importante que ce que laissaient imaginer les premiers modèles utilisés dans les années 1990, créés pour des milieux plutôt agricoles[21] ;
- l'environnement nocturne des golfs est généralement mieux protégé que celui des parcs urbains, car ils sont fermés la nuit et plus périphériques. Étant moins soumis à la pollution lumineuse, si on y utilisait moins de pesticides (insecticides notamment), et si on y acceptait un sol plus riche en humus, en bois-mort (pour les espèces saproxylophages) et des floraisons plus importantes (source de nectar et pollen), ils seraient théoriquement favorables à de nombreuses espèces d'insectes (papillons de nuit) et d'animaux (chauve-souris, reptiles, amphibiens et autres mammifères insectivores). Ces derniers vivent et se déplacent essentiellement de nuit, et échappent donc a priori plus facilement au matériel de tonte ou fauche, ainsi qu’aux épandages de produits chimiques qui se font de jour ;
- plusieurs études laissent penser que les parties densément boisées des golfs sont plus riches en oiseaux et (logiquement) en espèces forestières. Par exemple au Japon, la flore ainsi que les arthropodes et vertébrés ont été inventoriées dans 12 terrains de golf, et comparées à celles des abords de ces golfs[51]. C’est dans leurs parties boisées que les golfs présentaient le plus grand nombre d’espèces, avec – au Japon - une relative similarité avec les espaces boisés proches[51]. Les auteurs de l'étude japonaise estiment que - en contexte urbain – des golfs riches en essences autochtones pourraient contribuer à la conservation d’espèces de la forêt indigène[51].

Les évaluations environnementales et scientifiques disponibles concluent que les composantes arborées, humides, aquatiques et de hautes herbes ou strates buissonnantes des terrains de golf, présentent - à certaines conditions - un réel potentiel d'habitats ou habitats de substitution pour l'accueil de nombreuses espèces animales ou végétales, éventuellement menacées dans le contexte écopaysager local et parfois régional ou national. Toutefois les résultats d’inventaires naturalistes montrent que dans les conditions actuelles de gestion des golfs, ce potentiel ne peut pas s'exprimer pleinement. Les études montrent que l'industrie du golf a pris conscience de ce fait, et qu'elle évolue. Ainsi certains golfs récents présentent une part plus importante d'espèces autochtones, qui nécessitent souvent moins d'entretien et d’arrosage.
L'usage répété d'engrais et une utilisation parfois intensive de pesticides contribuent à l'eutrophisation des milieux à leur homogénéisation, deux phénomènes défavorables à la biodiversité.
L'association USGA a publié plusieurs guides à l'attention des gestionnaires pour les aider à mieux gérer les habitats faunistiques, les terrains,. La fédération française de golf a aussi publié un "Guide de gestion environnementale des espaces golfiques" dans le même objectif.

### Aspects plutôt négatifs pour l'environnement

#### Les phénomènes d'insularisation écologique et de piège écologique
Certaines zones sableuses dénudées attirent les insectes ou animaux fouisseurs. Les zones engazonnées ou l'effet miroir des étangs vont attirer des oiseaux qui y trouveront peu à manger ou risquent d'être empoisonnés par les pesticides). Beaucoup de golfs sont situés près de zones balnéaires littorales (sur des corridors biologiques et/ou corridors de migration aviaire où ils ont modifié et remplacé des milieux dunaires, de lande ou des tourbières sauvages, tel le golf de Golf de Falsterbo (Suède), de forme linéaire orienté nord-sud, construit entre le cordon dunaire et les vastes lotissements d'un programme immobilier de la zone arrière-littorale, sur la péninsule sud de la Suède. Pour diminuer le consommations de pesticides, les formations d’intendants de golf recommandent maintenant d’installer de nombreux nichoirs pour oiseaux insectivores et chauve-souris (mais on a montré que des pics se nourrissant sur les arbres de golfs accumulent de l’arsenic, l’un des composés d’un des pesticides les plus utilisés sur les golfs, le MSMA). On empoissonne les étangs avec des poissons herbivores exotiques (« carpes Amour » ou « perche soleil » par exemple) qui mangent les algues qui pullulent à cause des nitrates, mais qui détruisent aussi la flore naturelle productrice d’oxygène et épurant l’eau de ses nitrates au profit d’espèces planctoniques qui contribuent à rendre les eaux turbides.

#### La surconsommation d'eau
La forte consommation, le gaspillage ou le détournement d'eau est le reproche le plus fréquent fait par les organisations de consommateurs, surtout en région aride ou en saison estivale. En France, l'AGREF (association des Green-keepers français), estimait qu'en 2005 qu'un golf français (métropolitain) moyen nécessitait 3 176 m3 d’eau d'arrosage par hectare et par an, alors qu'un rapport du Sénat évaluait en 2003 cette consommation à 3 800 m3. Pour un parcours moyen (40 ha en France), les besoins en eau correspondent à ceux de 7 000 Français). Ces données sont contestées car toute la surface foncière d'un golf n'est pas arrosée. Un golf 18 trous représente environ 55 hectares de superficie moyenne se répartissant ainsi : 
- 1 hectare de greens (entretien intensif
- 1 hectare de départs (gazon ras)
- 15 hectares de fairways (gazon ras)
- 11 hectares de roughs (gazon épais, peu entretenu)

Soit un total de 28 hectares de surfaces engazonnées entretenues soit 50% de sa superficie totale.
Les 50% restants se composent : 
- de roughs extensifs (prairies peu entretenues, opération de fauchages tardif)
- de zones naturelles (zones humides, massifs et haies, forêts, meulières, prairies... peu ou pas entretenues)[59].

En 2020 une étude menée par la ffgolf auprès de ses gestionnaires (plus de 40% de répondants) permet d'indiquer que la consommation moyenne annuelle par tranche de 9 trous en France en 2020 est estimée à 25 355 m3, soit environ 50.000m3 pour un golf 18 trous. En période de sécheresse, uniquement 2% du foncier total du golf est arrosé.. Des projets alternatifs permettant de réduire la consommation d'eau dans les golfs sont menés.
Pour se fournir en eau, en 2005, ces mêmes golfs utilisaient des forages (dans 41 % des cas) ; un pompage en canal (26 %) ou en cours d’eau (9 %) ou dans une retenue collinaire (5 %) Seuls 8 % des golfs interrogés utilisaient de l’eau recyclée, et 11 % des golfs interrogés utilisaient directement de l’eau potable (golfs urbains ou anciens en général, qui pourraient utiliser une eau recyclée).

#### La pollution de nappes et d'eaux de surface
La pollution de nappes et d'eaux de surface par les engrais (NPK) et peut-être pollution de l'air par NOx ? À titre d'exemple, en France, selon l'AGREF il suffirait de 1,5 kg/ha/an d'engrais (soit 1,5 % de la quantité d’engrais et de désherbants utilisés en France pour les espaces verts), mais les documents des semenciers qui vendent les graines d' Agrostis stolonifera principalement utilisée sur greens de (car supportant les tontes très rases (3 à 10 mm) et fréquentes nécessaires aux surface de putting des golfs) recommandent de 100-200 kg/ha/an d'Azote (N, sous forme de nitrate, de 50-75 kg/ha/an de phosphore (P) et de 250-400 kg/ha/an pour le potassium (K), à épandre seul ou en mélange (NPK) selon les besoins, la saison, la météo, etc. Ailleurs, selon les golfs, la nature du sol, le climat, le taux d'engazonnement, et l'intensité de la gestion (il existe des techniques pour limiter la lixiviation de l'azote, en particulier en limitant l'arrosage au strict nécessaire et en veillant à ne pas surdoser), les consommations d'engrais peuvent beaucoup varier. Les impacts sont donc à calculer au cas par cas, mais sans engrais à diffusion lente, il semble impossible d'éviter des lixiviations d'azote s'il pleut après un épandage (les nitrates sont très solubles dans l’eau).

#### La pollution du sol, de l'air et de l'eau par les pesticides
Les eaux de surface et/ou de nappe sont ici concernées, via le ruissellement et la percolation, mais des études plus générales montrent que des aérosols de pesticides peuvent aussi contaminer les eaux météoriques (pluies, brumes, rosée) localement ou à distance. Ce sont les greens (parfois comparés à de la "« moquette verte »") qui, bien que ne constituant que 2 % environ d’un parcours, consomment le plus de produits chimiques et d'énergie.

#### Les pesticides
Les pesticides les plus utilisés le sont sur les greens et ce sont des désherbants sélectifs, des insecticides, des fongicides et des lombricides (Le lombric est historiquement (avec la taupe qui le consomme) le premier animal « nuisible » pour les golfs que les greenskeeper ont cherché à éliminer, dès les années 1800 au moyen de produits chimiques). Des raticides, taupicides, souricides sont éventuellement utilisés en complément. Parmi ces produits, les phytosanitaires visent par exemple à soigner ou éviter la brûlure en plaques (Dollar spot), la fusariose froide, le fil rouge ou d'autres maladies du gazon… qui sont ici d'autant plus contagieuse que les gazons de golfs sont monospécifiques, génétiquement très homogènes, et très densément plantés (100 kg/ha, avec sursemis de 50 kg/ha), trois conditions qui favorisent la propagation rapide de maladies. Une fertilisation de 70 kg d'Azote/ha est recommandée pour les semences traditionnelles (pendant le semis ou peu après).
Certains composants toxiques de ces pesticides sont ni biodégradable ni dégradables. C’est le cas notamment de l'arsenic qui s’est accumulé dans les sols de presque tous les golfs, à la suite de son utilisation massive dans plusieurs pesticides organoarséniés ; le premier est l'arséniate de plomb, qui a été largement utilisé aux XIXe et XXe siècles en dépit d’une toxicité de puis longtemps connue. L’arsenic est aussi la molécule de base du MSMA ou méthanearséniate monosodique (no cas:2163-80-6) qui est une molécule polyvalente à la fois fongicide et désherbante très utilisée, notamment aux États-Unis (environ quatre millions de livres par an (soit 1,8 million de kg/an) sur les champs de coton et sur les golfs.
Sous leurs formes organoarséniques — actuellement les plus utilisées — les composés de l’arsenic ne sont pas réputés très toxiques pour l’homme ou les animaux à sang chaud, mais leur décomposition dans l'environnement ou parfois dans l’organisme peut donner des sous-produits arsenicaux inorganiques hautement toxiques, et éventuellement susceptibles de bioaccumulation dans la couche racinaire ou de bioconcentration (y compris dans les arbres, via leurs racines par exemple).
L'association golfique USGA a financé une étude visant à modéliser le devenir dans le sol et l'eau d’infiltration des différentes formes (« espèces ») d'arsenic provenant du méthanearséniate monosodium (MSMA) notamment dans la zone racinaire du gazon. Pour cela un gazon similaire à celui d’un gazon de golf a été créé et entretenu par l’Université de Floride et des lysimètres ont permis d'y mesurer la quantité d’eau percolant au travers des racines du gazon et dans le sol, ainsi que la quantité de nitrate et de MSMA lessivés au passage, (avec évaluation de l'arsenic total et de sa spéciation). Il était intéressant d'évaluer les flux de nitrates en même temps que ceux d'arsenic, car l'arsenic (sous forme d'arsenite par exemple) agit synergiquement avec l’azote dans certains processus toxiques et d’acidification. Les résultats ont confirmé que comme dans les sols naturels ou agricoles, la composition du substrat (proportion de tourbe, argile et sable) influence fortement la mobilité et la lixiviation de l’arsenic, différemment selon ses « espèces ». Quatre produits de dégradation du MSMA étaient attendus. Ils ont été recherchés et trouvés dans les lysimètres ; l'arsénite (AsIII), l'arséniate (ASV), l'acide monométhylarsinique (MMAA) et l’acide diméthylarsinique (DMAA).
L’arsenic était mieux « retenu » dans un sol composé de grains de sable enrobés d’argile et mélangés à de la tourbe. Un biais de cette étude est qu’elle n’a pas été faite sur un vrai golf ancien où l’arsenic s’est déjà fortement accumulé dans le sol (et où il aurait éventuellement aussi pu avoir été accumulé sous forme d’arséniate de plomb ou d’acétoarséniate de cuivre, d’arséniate de calcium (autrefois utilisé comme fongicide), ce qui aurait pu permettre de vérifier que la capacité des feuillets de l’argile ou de la matière organique à adsorber et retenir l’arsenic n’était pas dépassée ou proche de l’être. À titre d’exemple, rien que pour le New Jersey, selon l’information publiquement accessible on a estimé que les sols cultivés, les parcours de golfs et les greens avaient reçu 49 000 000 livres (lb) d'arséniate de plomb et 18 000 000 lb d’arséniate de calcium de 1900 à 1980, soit un total de 15 000 000 lb en quatre-vingts ans ;
- Dans une approche de type ACV (Analyse du cycle de vie, il faut aussi prendre en compte l'amont de la filière. Or des pesticides très toxiques tels que le bromure de méthyle, puis en raison de son interdiction le métham ont aussi été utilisés ou sont utilisés en amont pour préparer le terrain avant l'enherbement, ou par le semencier lui-même pour produire des stocks de graines parfaitement homogènes[74]. (et en fumigation pour créer ou restaurer des tees, greens et sand traps[75]).
- Empoisonnement de la faune, via notamment l’intoxication à l'arsenic par exemple d’animaux se nourrissant d’organismes du sol, ou de champignons bioaccumulateurs (et éventuels problèmes de santé pour les jardiniers et golf-keepers ?) ;
- Homogénéisation des milieux, par une gestion très artificialisante ;
- Consommation foncière et destruction de milieux. À titre d'exemple les golfs du Michigan couvrent environ 315 km2[76], soit plus que la surface de la ville de Paris. En France, les 550 terrains agréés ou reconnus par la fédération française occuperaient une surface équivalente à deux fois la taille de Paris. Selon l’industrie du golf ils produisent une quantité d’oxygène équivalente aux besoins de deux millions d’habitants. Ceci reste inférieur à la production d'une forêt ou d'une prairie permanente de surface équivalente, et c'est en prélevant beaucoup d'eau (souterraine et/ou superficielle).

En France, en dix ans, de 1980 à 1990, la croissance du nombre de parcours (18 trous majoritairement) a été très rapide (+ 195 %, avec un ralentissement dans la décennie 1990 ; + 35,2 % de 1990 à 2000). La croissance a diminué, mais s’est poursuivie de 2000 à 2005 (+ 5,1 %). la région Île-de-France abrite à elle seule près d'une centaine de parcours ;
- Impacts sur des espèces « non-cibles[18] » de la flore, fonge et faune (parmi laquelle on peut distinguer les espèces à forte capacité de mobilité et dispersion (oiseaux, papillons, chauve-souris) ou à faible capacité (aquatique ou non) ou sur les micro-organismes du sol. La compatibilité du golf avec certains oiseaux est difficile (Ex : oies et canards dont les excréments[78] et les activités alimentaires « salissent » et dégradent les greens ou qui pourraient être tués ou blessés en étant frappés par des balles de golf, au point que des programmes de stérilisation[79], et des matériels d'effarouchement d'oiseaux sont utilisés[80], avec le risque d’accoutumance de ces oiseaux, et en contradiction avec l'idée de golf « écologiques ») ;
- Consommation ou détournement[18] de ressources (eau, sable et matériaux) et d'énergie (Cf. pompes, tondeuses, opération de plantation et entretien ; « Topdressing », « verticut »…)
- Contribution au phénomène de résistance de certaines espèces aux pesticides[18].

## Aspects polémiques
Une polémique a été déclenchée par le soutien de l’USGA à la recherche biotechnologique pour la création d’un gazon de golf (ex : agrostide) génétiquement modifiée pour résister à des désherbants totaux à base de glyphosate ; alors même que l'administration forestière avait manifesté ses craintes et de fortes réserves, et malgré l'opposition de grandes ONGE telles que le Sierra Club ou le Nature Conservancy ou de l’International Center for Technology Assessment. La polémique a eu lieu même aux États-Unis, où les « objets biotechnologiques » alimentaires (OGM) étaient alors particulièrement bien tolérés par la population.
D’une part les ONGE, et des administrations telles que le « Bureau of Land Management » ou l’U.S. Forest Service, rapidement rejoints par l’Oregon Department of Agriculture ; le Département de la chasse et de la pêche de Californie et des experts de l’U.S. Army Corps of Engineers, du Département des parcs et loisirs de Californie (Departement of Parks and Recreation) craignaient de voir des gazons monospécifiques et très pauvres en biodiversité (et donc a priori plus vulnérables aux maladies), résistants au Roundup (l'herbicide le plus utilisé aux États-Unis et dans le monde), s’échapper des golfs et coloniser des espaces naturels ou agricoles sans qu’on puisse s’en débarrasser facilement avec un désherbant total à base de glyphosate.
De son côté, l’industrie du golf argumentait que les gazons de golfs sont tondus presque quotidiennement et qu’ils ne pourraient donc jamais monter en graine et se reproduire. Cet argument n’a pas rassuré les contradicteurs dont le Bureau of Land Management et le service des forêts des États-Unis qui ont « exhorté le ministère de l'Agriculture des États-Unis à retarder l'approbation pour le gazon afin de faire plus de recherches sur son impact potentiel », car le gazon se reproduit aussi par division végétative, et des propagules ou boutures peuvent être emportées ou dispersées (par des engins tels que les tondeuses, épandeurs, voitures électriques, sous les sabots d’animaux sauvages ou domestiques), des animaux fouisseurs, ou des coups portés trop bas par des clubs de golf. De plus, des vols peuvent avoir lieu. Et après la faillite d’un golf, le gazon qui n’est plus tondu peut alors « monter en graines ». Des problèmes de pollution génétique et des procès liés à la présence sur sa propriété d’un OGM dont on n’a pas payé la royalties peuvent alors s’ensuivre, comme pour les autres plantes OGM.

## Potentiel d'accueil de la biodiversité dans les terrains de golfs
Comme cela a été montré dans plusieurs pays pour les communautés d’oiseaux, ce potentiel varie beaucoup selon les golfs, selon la zone considérée dans le golf (selon sa taille, sa complexité, ) et selon le contexte biogéographique ainsi que selon les espèces considérées ; Les espèces les plus ubiquistes d’oiseaux recolonisent plus facilement une zone éloignée ou insularisée que des vers de terre ou des organismes peu mobiles.
Le potentiel écologique des golfs est donc logiquement très discuté, et n’est scientifiquement étudié que depuis les années 1990 environ.
Plusieurs difficultés méthodologiques existent. Elles sont notamment liées à la complexité des écosystèmes, au manque de données sur l’écopotentialité (que serait le site en l’absence de golf ?) ou en raison de l’existence de possibles effets de piège ou puits écologique (Par exemple, dans une métapopulation, les individus d'une espèce peuvent être attirés (à partir d’une « zone source », plus ou moins éloignée) par un espace tel qu'un golf, surtout si on lui offre des nichoirs, alors même que ses chances de survie à long terme dans cet espace peuvent être faibles) ; Les gestionnaires de golfs exercent une pression très ciblée sur plusieurs compartiments de l’écosystème et sur certains animaux (ex : les vers de terre et divers animaux fouisseurs sont exterminés ou fortement piégés). Les impacts sont donc différents de ceux observés en cas de fragmentation physique ou de dégradation générale du paysage (que les écologues sont plus habitués à étudier ou évaluer).
>À titre d'exemple, les oiseaux présents dans 23 golfs italiens et dans les environs immédiats (urbains ou ruraux) ont été observés (étude publiée en 2007) : Les oiseaux généralistes (espèces dites  « banales ») présentaient des populations similaires dans les golfs et autour de ceux-ci. Mais ces golfs étaient tous très pauvres en espèces dite  « spécialistes »  (plus menacées). Dans les 23 parcours de golf étudiés, la richesse en individus (oiseaux) et espèces sensibles à la fragmentation forestière était positivement corrélée à la proportion de boisements occupant la surface du golf, et dans deux cas (golfs très boisés), la richesse en ces oiseaux était même plus élevée dans le golf qu’alentour. Mais tous les groupes d’espèces « prédatrices de nids » étaient également plus abondants dans ces deux mêmes terrains de golf qu’aux environs, ce qui laisse penser que ces parcours de golfs, même les plus riches pourraient être des « pièges écologiques » (ou puits écologiques). Les auteurs ont conclu que les terrains de golf italiens ne peuvent jouer qu’un rôle mineur dans la conservation des espèces spécialistes qui ont le plus besoin de protection. De plus, si un taux important de boisement influe effectivement positivement sur la richesse faunistique (en contexte rural ou urbain), la pression de prédation apparemment plus élevée sur les nids (confirmée par d’autres études xxxxxxx ) est préoccupante. Les auteurs concluent que d’autres études sont nécessaires pour mieux évaluer ce type d’impact
Enfin des questions éthiques se posent : faut- il uniquement comparer la biodiversité des golfs avec celle des milieux urbains ou périurbains, eux-mêmes très artificialisé, avec celle les paysages agricoles proches ?.. Ou faudrait-il aussi la comparer avec les réelles potentialités écologiques du site, si la nature s’y exprimait normalement ?
Par exemple, en Floride, les étangs des golfs servent souvent de bassin d’expansion de crue et de réserve d’eau d’irrigation. Comme tous les plans d’eau, par leur « effet miroir », ils attirent les oiseaux d’eau. En 2001 et 2002, une étude universitaire a ainsi inventorié (de janvier à avril), sur 183 de ces étangs (dans 12 golfs du sud-ouest de la Floride), en 2 ans 10.474 oiseaux appartenant seulement à 42 espèces. La végétation et l’hydrologie des étangs ont aussi été étudiées pour mettre en évidence d’éventuelles corrélations avec la présence/absence de certaines espèces. Les densités d’oiseaux d’eau y étaient anormalement faibles (moins de 2 oiseaux d’eau par hectare pour la plupart des espèces. À titre de comparaison, en France sur le Lac du Der (qui est un réservoir d’eau artificiel), on a observé jusque 68 000 grues et on y observe chaque année plus de 270 espèces d’oiseaux). Les auteurs ont suggéré que la valeur des étangs de golf pouvait être améliorée par des modifications de la végétation et de l’hydrologie pour mieux répondre aux besoins de guildes spécifiques.
Autre exemple de possible « piège écologique » : le pic à tête rouge (Melanerpes erythrocephalus) était autrefois commun dans une grande partie de l'Amérique du Nord, mais il a fortement régressé au XXe siècle (50 % de perte depuis 1966 malgré les efforts de conservation en forêt). Son habitat (de type savane tempérée, semi-ouvert, riche en arbres épars) ressemble formellement aux paysages de vieux vergers, de prairies arborées, de certains jardins publics et de nombreux golfs.
Des chercheurs de l'Université de l'Ohio ont voulu savoir si les golfs pouvaient constituer de bons habitats de substitution pour cette espèce. Ils ont recherché (de mi-mai à début août 2002 et 2003) sur 100 golfs pris au hasard dans le nord et le centre de l'Ohio des pics à tête rouge. Quand ils en ont trouvé, un descriptif de l’habitat et le cas échéant un suivi du succès de nidification de couples reproducteurs a été fait. 158 pics à tête rouge adultes ont été trouvés sur ¼ (26 %) des 100 terrains prospectés. Les golfs où il était présent contenaient tous des arbres plus larges (+ 12 %) que ceux des autres golfs, et ils contenaient environ deux fois plus d’arbres produisant des gros fruits durs (chênes, noyers, hêtres à grandes feuilles Fagus grandifolia) que la moyenne des golfs. De même ils contenaient environ deux fois plus de bois-mort sur pied (« chandelles » et « chicots »). Les descriptifs d’habitats pour 49 nids occupés ont montré que la zone choisie par le pic pour nicher contenait elle-même encore environ deux fois plus d’arbres à fruits durs et bois-mort que les autres parcelles du même terrain de golf. La plupart des nids (67 %) étaient situées dans les branches mortes d’arbres vivants, plutôt que dans les chicots (or pour des raisons de sécurité et de « propreté », ces parties mortes sont généralement supprimées ou élaguées).
L’espèce est en régression et le succès reproductif semble plus mauvais dans les golfs que hors des golfs (sur 16 couples nicheurs suivis dans ces golfs, seuls 75 % ont réussi à produire plus d’un jeune vivant à partir de leur couvée, contre 80 % de succès moyen observés pour 10 nids surveillés hors des golfs (taux qui ne suffit pas à permettre la survie de l'espèce à long terme). Les auteurs de l’étude en ont déduit que certains terrains de golf - à certaines conditions -pourraient jouer un rôle précieux dans la conservation de la faune associée aux forêts ouvertes et boisements peu denses.
Des situations de piège écologique sont cependant possible, ce pourquoi la fondation Audubon (qui a signé un partenariat avec l'USGA pour aider les surintendants de golf à diminuer leurs impacts écologiques), recommande aux surintendants de : 
- créer des zones de restauration et conservation de « gros boi- morts » (et arbres sénescents) sur pied, dans les golfs ;
- limiter ou supprimer l’utilisation de pesticides à moins de 300 pieds de l'habitat potentiel de pics, car c'est la zone qui sera la plus prospectée au sol par ces derniers pour alimenter leurs petits avec des insectes[6].
- de disposer des chronoxyles sur les golfs (avec par exemple au moins des poteaux téléphoniques (non-traités par des pesticides), plantés dans le sol à 50 pieds les uns des autres (pour les cas où les surintendants ne veulent absolument pas conserver de bois mort sur leur golf, pour des raisons « esthétiques » ou de sécurité[6]) ;
- de périodiquement faire quelques feux dirigés de la strate herbacée (ces pics appréciant particulièrement les zones d'herbacées repoussant sur une zone qui a brûlé, selon des expériences réussies de restauration d’habitats de pic à tête rouge ailleurs[6]),
- conserver autour des mares et étangs des zones tampons ou des réserves naturelles suffisamment large. (Ex : l’étude de la dispersion de 78 salamandres adultes (Ambystoma maculatum), suivies durant 164 jours en moyenne, par radio-émetteurs, dans un golf atypique du sud du Connecticut (États-Unis), à 36 trous et 461 ha (contre 54 ha en moyenne aux États-Unis), intégré dans une forêt de feuillus (70 % du paysage du parcours)[7]. Le déplacements des salamandres ont été suivis de mars à décembre 2004, autour de deux des mares du golf, et d'une mare forestière proche utilisées pour la reproduction.

Dans la forêt proche, mâles et femelles se dispersaient sur des distances similaires autour de la mare (distance moyenne : 71 ± 10 m), mais sur le parcours de golf (peut-être par manque de nourriture), les femelles migraient deux fois plus loin (214 ± 25 m) que les mâles (102 ± 15 m). 60 % des salamandres adultes dans le golf n'ont pas traversé les fairways qui isolaient les mares. Une étude antérieure avait recommandé d'établir une zone tampon gérée comme une réserve naturelle sur 164 m autour des étangs d'élevage pour protéger les amphibiens. Mais dans les golfs, cette distance (164 m) abriterait 82 % des mâles, et seulement 50 % des femelles adultes ; les auteurs ont conclu qu'une zone périphérique bien plus large (de 370 m) serait nécessaire pour protéger 95 % des femelles adultes. En outre, cette espèce nécessite qu'on conserve beaucoup de bois mort et une épaisse litière de feuilles mortes
En France, le partenariat entre la ffgolf et le Muséum national d'Histoire naturelle fait foi et le Programme & Label Golf pour la Biodiversité permet de mieux connaitre, agir et sensibiliser à la biodiversité. Les gestionnaires sont donc accompagnés vers de bonnes pratiques.Un article scientifique a d'ailleurs été publié dans le cadre de ces travaux : "Le golf : activité sportive contre-nature ou opportunité écologique ?"

### La recherche environnementale sur les golfs et leurs impacts
Dans le monde, la recherche sur ces thèmes semble récente et essentiellement portée par l’USGA et ses appels à projets. Les études ne sont portées que par quelques universités américaines, avec des tests in situ et des travaux de laboratoire ou ex situ.
Selon l’USGA, d’importantes études ont depuis 1990 visé et visent encore à mesurer ou réduire l’impact des golfs sur l’environnement. Elles ont été financées par l’industrie du Golf ; pour plus de 10 millions $ en 10 ans. Mais peu d’études ont vraiment portées sur la biodiversité en tant que telle, et beaucoup des thèmes imposés par les appels à projets de recherche sont ambigus du point de vue environnemental : Ils visent incontestablement à limiter les impacts d’un golf sur l’eau ou de limiter l’appel aux intrants chimiques. Mais avec des plantes plus résistantes et moins exigeantes, elles permettront aussi de créer des golfs là où on ne pouvait pas le faire antérieurement, et donc potentiellement sur des habitats de qualité, avec une consommation globale d’eau qui risque d’encore augmenter si le nombre de golf continue à augmenter, ce qui repose la question de la responsabilité environnementale et sociale globale de cette industrie.
Par exemple, l’appel à projet 2011 de l’USGA proposait 25 000 $/an pour 3 ans aux labos élus, sur la base de leurs idées de solutions, mais pour « amorcer » des recherches devant permettre de produire des herbacées plus résistantes aux insectes, aux nématodes, aux hautes et basses températures, à l’arrosage avec des eaux grises ou de station d’épuration, ou encore un gazon plus résistant au piétinement et moins exigeant en engrais, en eau ou en qualité de sol. L’USGA encourage l’évaluation par les pairs. Elle encourage aussi encore les solutions biotechnologiques et génétiques, cytogénétique, et de manière générale l’amélioration des connaissances sur le gazon par la cytologie, l'entomologie, la génétique, la microbiologie, nématologie, phytopathologie, la physiologie, et d'autres sciences quand elles appuient ses objectifs et fournissent « des techniques améliorées pour l'amélioration des espèces de gazon de golf ». 300 000 $ supplémentaires sont prévus en 2012 pour les AAP.
Les recherches financées par l’USGA sont publiées (résumé) dans une revue électronique TERO (pour « Turfgrass and Environmental Research Online ») ;  (ISSN 1541-0277),. En 1983, la bibliothèque de l’université d'État du Michigan, a créé à la demande de l’USGA - et avec elle - une base de données bibliographique thématique sur les articles, revues, thèses et étude des gazons de golf dite « Turfgrass Information File » (TGIF, avec 175,000 « entrées » en 2011, accessible pour les adhérents en texte complet pour 44 % de ces entrées. 7 % environ des données sont des travaux scientifiques ou techniques dits "Refereed" , c'est-à-dire publié avec comité de lecture, sur les plantes, l’agronomie, la gestion des gazons), où l’on trouve notamment (accès payant, avec login et mot de passe demandé) les études financées par et pour l’USGA. Ces études sont classées en 6 catégories par l’USGA :
- pratiques de construction des golfs ;
- amélioration du germoplasme des gazons ;
- gestion intégrée des gazons ;
- utilisation durable du foncier ;
- impact environnemental des golfs ;
- Audubon International, et «Wildlife Links Program ».

Parallèlement à la recherche dite « environnementales » qui de 1983 à 2011, a mobilisé environ 25 millions de dollars pour plus de 290 projets, 37 millions de dollars ont aussi été affectés par l’USGA dans le même temps à plus de 400 projets universitaires « pour améliorer les conditions de jeu et le plaisir du jeu ».
Une difficulté porte sur l’évaluation à long terme. En effet, sur tout milieu artificialisé non réensemencé, la nature se réimplante par étape, presque toujours en commençant par des espèces pionnières, puis en stades de plus en plus complexes, vers un « climax édaphique », une sorte d’optimum théorique. Or, l'étude des successions écologiques demande du temps, et la plupart des golfs sont trop jeunes pour avoir déjà atteint le stade des boisements matures (250 à 800 ans voire plus pour un chêne). Il est d’autant plus difficiles de préjuger de l’avenir, car si avec la maturation des zones boisées, de nouvelles espèces (saproxylophages et cortèges ou guildes d’espèces associées par exemple) pourraient coloniser les golfs ; avec le temps certains pesticides se sont accumulés (arsenic par exemple) et peuvent contaminer la chaine alimentaire, via ces mêmes espèces. Ces phénomènes semblent encore mal mesurés ;
Il y a consensus sur le fait que les golfs offrent un habitat à certaines espèces, mais qui seraient plutôt communes, voire banales et aussi trouvées dans les jardins fréquemment tondus mais contenant quelques éléments arborés et de l'eau permanente.
Terman en 1997 note que certains golfs semblent présenter un intérêt pour des oiseaux ne trouvant pas d'habitats favorables en milieu urbain ou d'agriculture intensive. Il considère que des parcours à haute naturalité (abritant des quantités importantes d'habitats fauniques indigènes) seraient bénéfiques pour certaines espèces, oiseaux notamment. Mais il se demande si un tel golf serait toujours attrayant pour les golfeurs?.
Les éléments qui interviennent pour l’attrait faunistique sont notamment : 
- la structure, plus ou moins complexe ou au contraire très artificiellement simplifiée du paysage et des milieux ;
- le degré de naturalité des milieux (incluant le taux d'espèces autochtones) ;
- la nature, le volume, l’agencement et la qualité des milieux humides et en eau ;
- la place du golf dans le gradient local et régional (entre l'espace très urbain et la nature sauvage) ;
- le type de gestion (plus ou moins intensive, et « chimique ».)

### Golfs et espèces protégées ou menacées
La biodiversité continue à régresser dans le monde. La destruction, pollution, artificialisation et fragmentation de ses habitats, ainsi que l'introduction d'espèces exotiques (dont certaines deviennent invasives) en sont selon l'UICN les causes principales et maintenant largement reconnues. Dans de nombreux pays, les golfs sont une nouvelle forme d’usage du sol, parmi les plus en augmentation. Ces golfs abritent-ils ou pourraient-ils contribuer à abriter et nourrir des espèces menacées, et dans quelle mesure ? 
La question de l'eau est l'une des plus discutées : sa disponibilité et sa qualité sont un facteur important, tant pour le gestionnaire de golf que pour la biodiversité et la législation environnementale. Les enjeux, comme les impacts environnementaux sur l’eau diffèrent selon les contexte climatiques (zones tempérées, zones tropico-équatoriales plutôt humides et pluvieuses, ou zones arides).
Les oiseaux d’eau sont presque tous migrateurs. Ils choisissent leurs habitats de reproduction, de nourrissage et de halte migratoire sur la base de critère qui diffèrent selon les espèces, et parfois selon qu’il s’agisse du mâle ou de la femelle. Plusieurs études ont porté sur l'attractivité des golfs (ou de leurs pièces d'eau) pour ces oiseaux.
Des livres et des articles scientifiques ont porté sur la capacité des golfs à plus ou moins attirer et nourrir les espèces locales sauvages, ou des espèces en grande partie migratrices telles que les oiseaux, ou diverses espèces sauvages. Quelques expériences de golfs dits « plus écologiques » existent ; 
En Écosse, près de la baie de Machrihanish (Machrihanish Bay, Kintyre) dans le prolongement d'un golf très ancien et réputé, créé il y a plus d’un siècle (en 1876) dans les dunes, David Kidd a créé un nouveau parcours entièrement installé dans une zone classée SSSI (Site of Special Scientific Interest). C'est une première au Royaume-Uni. Pour obtenir son autorisation, il a dû s'engager à respecter des précautions environnementales qui seraient « les plus sévères jamais imposées » lors d'une demande d'autorisation de création de golf, sous le contrôle du Scottish Natural Heritage ; Les terrassements ont été réduits au minimum, et certaines zones sont exclues du parcours pour protéger les orchidées rares qui y poussent. Les actions autorisées pour le gestionnaire sont presque limitées aux tontes. Il a eu le droit, uniquement sur les greens et tertres d'ensemencer le sable avec un mélange spécial de fétuques sélectionnés par un semencier et l'usage des pesticides et engrais a été « fortement restreinte », sur les parties non plates, toute tonte est interdite, au profit d'un pâturage extensif par des moutons. Ces conditions rendent le jeu plus complexe et difficile.
Plusieurs études sur les espèces protégées dans les golfs laissent penser qu'ils sont un habitat peu attractif, voire parfois un piège écologique pour les espèces menacées, en offrant par exemple pour des Bruant ortolan mâles un territoire qui n'est pas attractif pour leurs femelles. Une étude ayant porté sur une population de bruant ortolan (Emberiza hortulana) en voie d'extinction en Norvège, sur un golf jouxtant une parcelle de forêt ayant brûlé a ainsi montré que le succès reproductif des mâles était moindre dans le golf, en particulier dans sa partie centrale que dans les parcelles adjacentes. Quelques évaluations commencent à être faites, y compris pour l'efficacité d'efforts portés à échelles très locales, en Australie par exemple ou du point de vue d'éventuels bénéfices pour l'Homme. 
En zone urbanisée les golfs semblent pouvoir fournir des habitats de substitution à certaines espèces. Par exemple dans la communauté urbaine de Stockholm où dans les années 2000 les golfs représentaient 1/4 environ des zones humides (analyse SIG), les étangs de golfs accueillaient des populations d'amphibiens et de macroinvertébrés plus homogènes que celles les étangs naturels ou urbains, avec moins de triton commun mais avec plus de tritons à crête. Les populations d'odonates (11 espèces) étaient comparables, mais sans corrélation détectable par l’étude avec la taille ou l'emplacement de la mare. Une espèce (Leucorrhinia pectoralis n'a été observée que dans des golfs) dans le cadre de cette étude.
Autre exemple : La Chevêche des terriers (Athene cunicularia) est un oiseau qui niche dans un terrier. L’espèce est en déclin dans une grande partie de son aire de répartition (Amérique du Nord) en raison pense-t-on du manque de terriers adaptés à sa nidification, mais elle est attirés par les zones d'herbes courtes entretenues sur les terrains de golf, qui ressemblent à ses milieux naturels de nidification ; Plus de 175 terriers de nidification artificiels ont été installés de 2001 à 2004 par des chercheurs nord-américains, dont 130 sur des terrains de golf. Seuls 4 des terriers artificiels disposés dans les golfs ont été utilisés comme nids, tous choisis à proximité de terriers naturels existants, et dans tous les cas loin des zones entretenues par le personnel des terrains de golf, et dans les zones les plus éloignés des sprinklers utilisés pour l'arrosage. Ces 4 couples ont produit des poussins viables mais dont un faible nombre a survécu. Les couples ont été fidèles à leur terrier les années suivantes (plus que la moyenne des autres couples hors-golf), cependant la fécondité annuelle de ces 4 couples nichant dans les terrains de golf a été inférieure à celle des chouettes nichant hors des terrains de golf.
Les auteurs concluent que les terrains de golf ayant d'assez vastes zones non entretenues et des chouettes nichant déjà à proximité, pourraient peut-être contribuer à restaurer localement les populations locales de chevêche des terriers si les intendants installent des terriers de nidification aux lisières du golf, dans les zones plus sauvages. Mais ils estiment que la fécondité anormalement faible de ces chevêches sur les terrains de golf est préoccupante, et doit être examinée plus en profondeur avant d'utiliser des gîtes artificiels dans les terrains de golf.

### En zone tempérée
Les données disponibles viennent surtout des États-Unis et d'autres pays anglosaxons (où le golf est le plus pratiqué, et où une sorte la « culture » du gazon semble la plus étendue, dans tous les sens du terme « culture »)
Au début du XXIe siècle, le Royaume-Uni comptait environ 2 600 terrains de golf (soit 0,7 % des terres émergées du pays). On ignorait encore leur importance (positive ou négative) au regard de la biodiversité. Une des premières études (publiée en 2005) a porté - dans le Surrey - sur la diversité de la végétation (arbres, herbacées) et de trois taxons jugés bioindicateurs et assez faciles à suivre (oiseaux, carabes et bourdons) sur 9 terrains de golf et neuf habitats adjacents (à partir desquels le parcours de golf a été créé). Cette étude visait principalement à voir si les terrains de golf abritaient plus de biodiversité que les terres agricoles qu’ils remplacent souvent ; et d’autre part si cette biodiversité augmentait avec l'âge du terrain de golf.
Dans les 9 golfs étudiés (dont le plus ancien avait plus de 90 ans), les oiseaux, ainsi que les carabes et bourdons présentaient une richesse spécifique plus élevée, ainsi qu’une plus grande abondance sur les golfs que dans les champs les plus proches. Dans ces 9 cas, la diversité des herbacées n’était cependant pas significativement différente, mais les golfs contenaient par hectare un nombre d’essences d'arbres plus élevé. En outre, le nombre d'espèces d'oiseaux augmentait avec la diversité des arbres pour chaque type d'habitat. L'étude a montré que dans cette région, les espèces végétales exotiques plantées étaient plus nombreuses sur les golfs anciens que les récents, ce qui - notent les auteurs - montre de la part des paysagistes et aménageurs un changement d’attitude au cours du temps à l’égard de la protection de la nature et des espèces locales.
Bien que l'âge des terrains étudiés différait (90 ans pour le plus ancien), l'âge des parcours n'a eu aucun effet sur la diversité, l'abondance ou la richesse en espèces pour aucun des 3 taxons animaux échantillonnés, ce qui laisse penser que la gestion de ces golfs ne permettait pas l'expression des potentialités du milieu. Les auteurs ont conclu que par rapport aux terrains agricoles, les terrains de golf de tous âges peuvent améliorer la biodiversité locale d'une région en fournissant une plus grande variété d'habitats que les zones d’agriculture intensive n’en offrent.
À titre d'exemple d’action possible ; en 2009, le Fairfield Golf de Manchester a entrepris de restaurer des mares et milieux plus favorables au triton à crête (protégé au niveau européen).

### En zone tropicale et équatoriale
En Australie, où la fiscalité et des aides financières ont encouragé le développement de nombreux et vastes golfs, une étude a ainsi cherché à évaluer (au début des années 2000) la capacité de certains golfs périurbains à accueillir des espèces menacées ne pouvant trouver refuge en ville (oiseaux, mammifères, reptiles et amphibiens). Cette étude a été faite dans le sud du Queensland. Cette région était autrefois l'une des plus riches en biodiversité en raison de son climat tropical à subtropical, climat qui a aussi encouragé le tourisme, la culture de la canne à sucre et le développement de nombreux golfs. Des universitaires ont comparé la biodiversité de ces golfs à celle de fragments proches de forêts dominées par les eucalyptus autochtones. L'étude a montré que quelques golfs, gérés pour conserver une forte naturalité, présentaient une réelle valeur conservatoire pour les espèces d'enjeu régional ; Ces golfs particuliers abritaient « une excellente densité d'espèces de vertébrés menacées au plan régional ») mais ailleurs, la plupart des golfs n’exprimaient pas ce potentiel. Les ornithologues n'y ont trouvé que des espèces non menacées et communément trouvées en ville. De plus, dans les meilleurs des cas, les golfs n'offraient refuge qu'à des oiseaux et mammifères menacés (espèces mobiles, pouvant plus facilement trouver des habitats de substitution). Dans les "meilleurs" exemples, les golfs n'abritaient pas ou très peu à des reptiles. De même pour les amphibiens. Or, ces deux groupes faunistiques sont fonctionnellement importants notamment pour la régulation des populations d’insectes. Et ils sont bien moins mobiles que les oiseaux et mammifères, nécessitant donc un maillage d'aires protégées et de corridors plus dense.
Dans ce cas, l'absence relative d'herpétofaune menacée n’a pas été clairement comprise, mais pourrait être due à la combinaison de 3 facteurs au moins ; l'insularisation écologique du milieu ou des patchs écopaysagers les plus intéressants, l'exposition aux pesticides (herbicides principalement) et/ou à des perturbations anthropiques non assimilables aux perturbations écologiques naturelles (chablis, feux, inondations, pression de pâturage, etc.), et plus importante au niveau du sol.
Les auteurs estiment que dans cette région, s'ils étaient gérés de manière appropriée aux besoins de la biodiversité « compte tenu de leur omniprésence, les terrains de golf pourraient offrir une occasion importante pour la conservation de la faune urbaine ». Les auteurs invitent l’industrie du golf - dans le cadre de son effort de gestion plus environnementale - à s’assurer que ces efforts rejoignent les besoins de la protection des espèces menacées au plan régional. Ils estiment aussi qu'« une législation peut être nécessaire pour faire en sorte que les critères écologiques soient intégrés dans les développements de golfs ».
D’autres recherches ont ensuite porté dans la même région sur l’impact de la conception et de la gestion des golfs sur la biodiversité locale de vertébrés menacées. Ces études laissent penser qu’un effet de puits écologique (piège écologique) puisse exister pour les amphibiens et reptiles, mais que les golfs peuvent au moins accueillir certaines espèces déjà présentes à proximité (quand le paysages contient une certaine proportion de végétation indigène et des connexions par les cours d’eau). Elles confirment aussi qu’un potentiel pour la conservation de la nature aux échelles très locales existe, à plusieurs conditions qui impliquent certaines caractéristiques du site, et une gestion plus écologique ; Dans tous les golfs étudiés, de manière générale, l'abondance et la richesse en vertébrés augmentaient avec la proportion de végétation indigène (pour tous les vertébrés). La diversité en oiseaux augmentait avec la hauteur des arbres et avec l’importance de la couverture en graminées indigènes. La richesse en mammifères augmentait avec la densité des boisements, l’importance de la couverture par des graminées indigènes et le nombre de creux. La richesse en reptiles était quant à elle corrélée avec largeur des taches boisées, des zones de bois-mort et l’importance de la canopée. Les amphibiens étant plus nombreux et diversifiés quand l'hétérogénéité des milieux humides et mares était plus élevée, et quand la complexité de la végétation aquatique était plus élevée.
Les auteurs estiment donc que les réseaux d’espaces verts urbains et de golfs pouvaient fournir des refuges en zones urbaines pour les vertébrés à condition de combiner des efforts de gestion à l’échelle des tâches, de conception aux échelles locales et de planification aux échelles écopaysagères. Les bonnes pratiques recommandées en Australie incluent maintenant le marquage (marques colorées) des "zones écologiquement fragiles", qui ne peuvent être désignées « qu'avec l'approbation d'une autorité compétente (organisme gouvernemental ou autre) ».
De la littérature scientifique, émerge un consensus sur le fait qu'une partie de la surface des terrains de golf (composantes arborées, humides, aquatiques et de hautes herbes ou strates buissonnantes), présentent - à certaines conditions - des potentialités d'accueil d'espèces animales ou végétales, éventuellement patrimoniales. Ces conditions sont un moindre usage des engrais et pesticides, une gestion restauratoire et donc différenciée, adaptée à la biodiversité autochtone et plus douce, et une meilleure acceptation d'espèces plus autochtones, voire un management de ces milieux basé sur les mêmes modalités de gestion et de suivi que celles des aires protégées ou réserves naturelles ("potential nature reserves").
Les infrastructures construites associées peuvent l'être avec des écomatériaux, dans un esprit de Haute qualité environnementale. Les bâtiments passifs ou alimentés par des sources d'énergies douces (éolien, solaire, géothermie) étant alors idéalement associés à la démarche.
On parle aux États-Unis d'un projet expérimental de golf "entièrement bio".

## Freins aux progrès
L'État du Michigan a en 2008 identifié plusieurs freins côté industrie du golf dont les plus importants sont :
- l'ignorance des coûts réels des pratiques actuelles[18] (pas d’internalisation des coûts environnementaux, ni de Signal-prix ) ;
- beaucoup d’installations ont intégré des technologies qui ne facilitent pas les alternatives[18] ;
- impact potentiel de la performance environnementale qui pourrait parfois diminuer la qualité de produits hautement technique (ex : les balles de golf biodégradables serait moins performantes[18],[116] pour les sportifs, de même qu'un gazon moins arrosé) ;

• la force de l'habitude, pour les travailleurs notamment ;
• un certain scepticisme à l’égard des écotechnologies nouvelles ou n’ayant pas encore fait leurs preuves pour le golf ;
• le principe du jetable (« Si ce n'est pas cassé, ne le répare pas » ;
• le principe «Ce n'est pas mon affaire ».

## Exemples et pistes de progrès
L'État du Michigan estimait en 2008 que des progrès, rentables pour les golfs, peuvent être faits sur les quantités, types, coûts et modes de gestion des déchets, ainsi que sur les quantités, types et coûts des matériaux et sur la gestion des matières premières (intrants compris), ou encore sur la consommation d'énergie, l’utilisation de l'eau et l'efficacité des processus et les systèmes de traitement.
La littérature disponible évoque notamment les solutions suivantes ;
- Mieux comprendre et maîtriser le devenir des intrants, avec création et test de nouveaux « modèles » spécifiquement adaptés aux golfs, par exemple en 1999/2000 par l'université du Kansas[117] permettant, avant la construction d'un golf, d'en pré-évaluer les impacts, permettant aussi de proposer de mesures conservatoires et compensatoires plus adaptées ;
- réduire les prélèvements d’eau. Une tendance est d’encourager l'utilisation d'eaux grises ou d'effluents d'épuration pour l'irrigation (Wastewater Reuse), notamment dans les zones sèches dont en zone méditerranéenne. Mais ceci nécessite des précautions[118] sanitaires (par exemple le golf “Serres de Pals” de Girona (Espagne) a expérimenté cela à partir de juillet 2000, et a constaté durant une courte période estivale chaude la présence de coliformes fécaux dans le sol[119] ainsi que - dans la zone vadose - une augmentation de plus de 1 000 mg/kg de NaO2[Quoi ?] dans les 60 cm du sol, et une augmentation de 1 200 mg/L du Cl- dans l'aquifère, dix mois après le début de l'irrigation. Un pré-traitement par un lagunage tertiaire (après épuration classique) semble dans ce cas possible, mais nécessite de l'espace ; Des incertitudes existent quant aux devenir et impacts de microbes antibiorésistants ou de produits dits « biorécalcitrants[119] » tels que métaux lourds et certains perturbateurs endocriniens ou médicaments présents dans les eaux usées ; Les teneurs des eaux usées en certains sels et en microbes sont en outre bien plus élevées que celles de la pluie ou de la plupart des eaux de surface et de nappe[56], dans certaines conditions et à long terme, une salinisation du milieu est possible. Pour ces raisons les eaux grises doivent être utilisées avec prudence[120],[121] ;
- au sein d’une même variété améliorée de gazon, utiliser des mélanges de graines pour élargir la base génétique du pool planté, et limiter la propagation des maladies. Utiliser des mélanges d'espèces différentes pour leurs qualités respectives (couleur, résistance au piétinement, moindres besoins en eau ou engrais, etc.)[122] ;
- utiliser les techniques alternatives pour la gestion des eaux de ruissellement urbain (dans les parties construites ou imperméabilisées, telles que routes, parkings, terrasses, aires de stockage, etc.), avec possibilité de stocker et réutiliser cette eau pour l’irrigation ;
- des golfs expérimentent l’irrigation par eau de mer dessalinisée, mais rejettent alors de la saumure[123];
- installer dans le golf des zones-humides tampons bien dimensionnées (capables de recevoir les orages et crues, en plus des eaux de drainage du golf), pour freiner le ruissellement du bassin versant. Trois ans d'expérience (1999-2000) ont montré aux États-Unis qu'un tel dispositif stocke, épure et infiltre efficacement une quantité significative d'eau, tout en réduisant les besoins en eau du golf[124] (si ces zones humides sont conçues pour efficacement retenir l'eau en période sèche)[124] ;
- golf "bio" ; Le golf de l’île Martha's Vineyard[115],[125] semble être le seul golf bio des États-Unis, selon le New York Times[126] qui l’a présenté alors que le président Obama allait y pratiquer pour la troisième fois en 2010. Il a été créé par l’intendant Carlson, qui a débuté dans le métier en mélangeant des fongicides organomercuriels à la main[126], puis qui a été sensibilisé à l’environnement en travaillant avec l’architecte Michael Hurdzan dans les années 1990 et avec des écologistes pour limiter les impacts du « Widow’s Walk Golf Course[127] » (18 trous, ouvert en 1997 à Scituate, entre Boston et Plymouth dans le Massachusetts), réputé être le premier golf à avoir cherché à limiter ses impacts environnementaux, et labellisé par la fondation Audubon, bien qu’utilisant encore des produits de synthèse[126].

Plusieurs riches propriétaires de maisons de vacance souhaitaient conserver un environnement de qualité, tout en pouvant pratiquer le golf. L'opposition au projet d’un golf sur cette île a été très vive. Ce golf de luxe (frais d'inscription de 350 000 $ et cotisation annuelle de 12 000 dollars, hormis pour les 125 résidents de l'île qui sont membres de droit et n’ont que 725 $ de cotisation annuelle à payer), ouvert environ huit mois par an, a finalement bénéficié de la création d’un programme de lotissement (148 lots) et a été autorisé par les autorités locales à condition qu’aucun produit chimique de synthèse n’y soit utilisé contre les ravageurs ou les mauvaises herbes. Seule la lutte biologique y est autorisée. Aucun fertilisant chimique n’y est toléré, et le désherbage manuel ou à l’eau bouillante et moussante épargne même quelques « mauvaises herbes » sur les fairways, peu perceptibles (trèfle qui enrichit naturellement le sol en azote et digitaire ), ce qui est un grand progrès, mais qui ne doit pas cacher une consommation d’eau qui reste élevée, alors qu’il s’agit d’une ressource précieuse sur cette petite île en grande partie déboisée (En 2008, l’ONG « Audubon International » estimait qu’un golf moyen utilise 312,000 gallons d'eau par jour et jusqu’à 1 million pour certains golfs installés en zone aride. Tout golf installé sur un milieu naturel vierge a un impact sur la faune et les habitats, interrompant des corridors de migration, introduisant des espèces non-autochtones voire potentiellement invasives. Ce golf a importé des nématodes pour lutter contre des ravageurs du gazon et les joueurs doivent nettoyer leurs chaussures pour ne pas importer de champignons pathogènes avant d’entrer sur le terrain. Selon l’intendant, la main-d’œuvre est plus importante, et il a fallu embaucher un piégeur pour limiter les dégâts des mouffettes, corneilles et ratons laveurs qui creusent le gazon pour y trouver des larves, mais ces salaires supplémentaires sont remboursés par les économies faites sur les intrants chimiques.
Il n’y a pas encore de définition consensuelle dans l’Industrie du Golf de ce que serait un « golf bio ». Un rapport de 79 pages rédigé par un groupe de spécialistes du golf et de l’environnement a proposé des définitions, mais sans régler toutes les questions. Ce rapport a listé environ 25 golfs se prétendant bio, mais en notant que la plupart utilisaient en fait des pesticides et engrais de synthèse ou des surfactants chimiques ; 
- En Arabie saoudite, des terrains de golf ont été construits directement sur du sable fixé en y pulvérisant une fine couche de pétrole. Ces derniers se passent totalement de pesticides et d’engrais, mais à Dhahran, ‘autres golfs, engazonnés et arrosés, ont aussi été récemment construits[23] ;
- En Nouvelle-Zélande, en milieu rural, il n’est pas rare de voir des enclos à moutons posés sur les fairways, et plusieurs terrains de golf ont été déplacées dans le cadre de la planification urbaine (pour construire de nouveaux quartiers ou des centres commerciaux)[23] ;
- À Coober Pedy (Australie, 846 km au N-W d’Adelaide), un golf (neuf trous) est entièrement fait de sable stabilisé au fioul et pétrole, sans un brin d'herbe ni arbre[129]. Les joueurs se déplacent avec un petit morceau de gazon artificiel pour leur « tee », et plutôt la nuit (avec des boules lumineuses), pour éviter la canicule diurne. C’est alors la pollution lumineuse qui pourrait peut-être affecter la faune locale, mais le phénomène ne semble pas y avoir été évalué ;
- golfs "verts" incluant des principes tels que le « tiers sauvage » ou une proportion significative du terrain classé en réserve naturelle ; Par exemple, l’architecte paysagiste (Doug Carric) a classé 100 acres de zones humides sur les 360 acres d'un terrain de golf en réserve naturelle[11] lors de la construction du golf « De Vere’s new Loch Lomond course ». Ailleurs des golfs sont gérés avec des ONG reconnues. Ainsi, le Golf de Cozumel (Mexico) comprend des espaces labellisés « Certified Audubon Cooperative Sanctuary[130] », dans le cadre d'un programme de certification lancé en 1991 (l'ACSP[131]) qui avait en 2011 certifié plus de 600 terrains de golf dans 24 pays, alors que plus de 2100 golfs souhaitaient cette certification[131] (18 % pour cent des répondants au sondage ACSP ont dit n'avoir pas diminué leur utilisation de pesticides, mais 82 % disent l'avoir fait et 75 % rapportent une économie financière à la clé[131]). L’inscription d’un golf au programme ne lui coute que 200 $[132] . Ce programme a commencé après qu’un gestionnaire de golf ait contacté la société Audubon pour qu’elle l’aide à se débarrasser d’une moufette qui le gênait[132] ;
- La lutte biologique commence à intéresser les associations de surintendants de golfs, ainsi que la naturalité, notamment depuis que des entomologistes ont clairement montré[133] que les espèces locales sont à moyen et long terme plus efficaces que les espèces annuelles mellifères exotiques (jusqu’alors recommandées) pour fournir du nectar et du pollen aux ennemis naturels des ravageurs du gazon[134]. La première année, les annuelles exotiques introduites se sont montrées plus performantes que les plantes autochtones nouvellement introduites dans le golf, mais dès la seconde année, les plantes natives offraient les mêmes ressources alimentaires voire plus, en nécessitant à terme moins d’entretien. De plus, pour 43 espèces de plantes indigènes vivaces étudiées durant 2 ans dans le Michigan, comparées à 5 espèces exotiques recommandées pour leur attrait pour les ennemis naturels des herbivores, les plantes autochtones se sont mieux reproduites et beaucoup d’entre elles (24 espèces dans ce cas) ont attiré un plus grand nombre d'ennemis naturels des invertébrés herbivores, et les ont nourris plus longtemps dans l’année. Les espèces les plus performantes de ce point de vue (dans le contexte écopaysager du Michigan[135]) étaient Eupatorium perfoliatum L., Monarda punctata L., Silphium perfoliatum L., Potentilla fruticosa auct. non L., Coreopsis lanceolata L., Spiraea alba Duroi, Agastache nepetoides (L.) Kuntze, Anemone canadensis L., et Angelica atropurpurea L.. qui ne sont pas dénuées d’intérêt décoratif. Les entomologistes ont recommandé de tester in situ dans les golfs des associations de ces plantes indigènes produisant du pollen ou nectar de début mai à octobre, qui attireront mieux divers taxons d’auxiliaires des cultures du gazon tout au long de leurs saisons de croissance, comme on commence à le faire pour d’autres monocultures telles que la vigne[136] ou les vergers[137]. Les associations de plantes autochtones à réintroduire dans les golfs peuvent se faire selon leur phénologie et leurs préférences en termes de sol (humide, sec, acide, basique, piétiné ou non, etc.) Les familles d’espèces auxiliaires utiles les plus attirées par la flore locale étaient en particulier des Anthocoridae, Chalcidoidea puis Dolichopodidae et Cantharidae, mais de nombreuses autres familles l’étaient également, dont diverses espèces d’araignées, ou des insectes appartenant au groupes des hémiptères (Anthocoridae, Miridae, Nabidae), Thysanoptera (Aeolothripidae), Coléoptères (Cantharidae, Carabidae, Coccinellidae) , Neuroptères (Chrysopidae), Hyménoptères (Braconidae, Bethylidae, Chalcidoidea, Cynipoidea, Ichneumonidae, Sphecidae, Vespidae), et Diptera, (Bombyliidae, Dolichopodidae, Empididae, Stratiomyidae, Syrphidae, Tachinidae) ; Ces animaux dits « entomophages » parasitent ou mangent des espèces jugées nuisibles ou indésirables pour les gazons, que sont notamment certains Hemiptera (Aphididae, Cercopidae, Cicadellidae, Miridae, Pentatomidae, Tingidae), Thysanoptères (Thripidae), coléoptères (Cerambycidae, Chrysomelidae, Curculionidae, Elateridae, Scarabaeidae), Orthoptères, et quelques papillons dont les chenilles abiment l’herbe (parmi les Erebidae, Gelechioidea, Noctuidae, Nymphalidae, Pyralidae) ainsi que quelques larves de diptères (Anthomyiidae, Tephritidae) ;
- certification ; ex : Les « normes » de la série ISO 14 000 peuvent contribuer à clarifier les bilans. Des labels sont en préparation pour qualifier une gestion plus écologique (et donc différenciée) des espaces verts (Ex : Label « EVE» ; pour "« Espaces verts écologiques »", délivré par ECOCERT) en France aux espaces verts qui remplissent certains critères environnementaux) ;
- en urbanisme ou aménagement du territoire, Terman envisage que certains golfs à haute naturalité puissent aussi jouer un rôle de zone tampon en limite d'aire urbaine[138] Dans cette zone, des îlots à forte naturalité pourraient jouer un rôle de gué (stepping zones) pour la trame verte locale s'ils sont soigneusement disposés, protégés et gérés, ce que l'imagerie satellitaire et les SIG peuvent aider à faire[138] ;
- Beaucoup d'espèces (du lombric au sanglier en passant par des animaux fouisseurs tels que lièvre ou lapin, ou certains coléoptères dont les larves mangent les racines du gazon) ont des interactions avec le sol ou les gazons, ou à cause de leurs excréments ou de leur simple présence (oies, canards cherchant à se nourrir sur les greens…) elles gênent la pratique du golf dont les règlements actuels exigent un terrain localement parfaitement dégagé et entretenu. Des effaroucheurs, des fils électrifiés peuvent remplacer les empoisonnements et campagnes de piégeage ;
- Sobriété, optimisation et efficience énergétique dans l’éclairage, la climatisation, la domotique, l’arrosage (transformateurs efficients, asservissement à des capteurs, moteurs à puissance variable, installation de compteurs de puissance sur les pompes… après réalisation de diagnostics thermiques et environnementaux.
- Construction ou réhabilitation bioclimatique et de type HQE (LEED aux États-Unis), avec utilisation d’écomatériaux, et en utilisant des ressources locales si possible ;
- Compostage, méthanisation ou recyclage in situ des déchets organiques tant que possible ;
- utilisation de sources d’énergie propres, renouvelables et sûres (éolien, solaire, géothermie)
- irrigation économe ;
- recharge des batteries et pompages aux « heures creuses » (avec tarifs plus avantageux) ;
- éclairage sobre, en valorisant la lumière du jour (puits de lumière et en évitant la pollution lumineuse) ;
- Formation professionnelle et continue : Le « Rutgers’ Professional Golf Turf Management School[56],[139] » a engagé des formations (courtes jusqu’à un certificat obtenu en 2 ans) sur certains de ces thèmes[140].

## Intérêt pour l'industrie du golf
Selon Max R. Terman, une haute naturalité améliorerait l'image des golfs auprès des environnementalistes et des naturalistes. Elle produirait aussi des espaces plus résilients et d’entretien moins coûteux, avec moins de ruissellement et moins de besoin en irrigation et en intrants chimiques. Ceci permettrait de mobiliser des milliers de personnes supplémentaires dans la préservation et gestion écologique des habitats fauniques.
Le fait que les parcours créés en milieu naturel ou bien paysagés soient de plus en plus appréciés par la communauté des golfeurs laisse penser qu'ils sont sensibles aux préoccupations esthétiques et environnementales. Avec la contribution d'écologues, cet intérêt naissant pour l’intégration de la protection et gestion d'habitats naturels dans les parcours de golf pourrait conduire à accroitre les capacités des golfs en termes d'utilité pour la biodiversité, en particulier si ce genre de golfs étaient construits en zones urbaines et dans des paysages dégradés (friches, décharges, carrières, sols érodés, etc..
En 2 ans (mai 2016 à juin 2018), devant cinq parcours de golf situés à Carmel, en Californie ou à leur aval, une étude a trouvé sur l'estran et sur des environnements côtiers proches 39 602 balles de golf ; qui ajoutées à celles trouvées par le Sanctuaire marin national de Monterey Bay et de la Pebble Beach Corporation, font un total de 50 681 balles récupérées (2,5 tonnes au total). Ces balles s'érodent en libérant des microplastiques et des métaux dans la mer.
Des entreprises proposent des balles « vertes » (plus recyclables et/ou contenant moins de métaux lourds) ; l'une a produit des balles de golf biodégradables, mais sans succès de vente car elles ont été considérées comme moins performantes. Les balles recyclables sont à renvoyer au producteur ou à rendre au vendeur, pour servir à l’entrainement des jeunes dans des programmes de type « First Tee» ou pour être broyées pour faire des surfaces d’aires de jeu), . Environ 300 millions de balles de golf, qui contiennent des métaux lourds se retrouvent annuellement dans les décharges ou perdues dans la nature et dans l'eau.
De même vend-on maintenant des « tees » en bois ou en matière biodégradable associant pâte de bois, paille de blé et polymère à base d’amidon de maïs (les tees sont les supports en plastique, sur lesquelles les balles sont posées avant d’être frappées. Nombre d’entre eux étaient perdus ou abandonnés sur le terrain par les golfeurs (aux départs notamment). Ils encrassent alors les lames de tondeuses.

### Enjeux et avantages fiscaux
Dans plusieurs pays, en échange de la protection de certains habitats, les golfs obtiennent des avantages fiscaux, parfois controversés.
Par exemple aux États-Unis, le « Golf course conservation easements » est un système apparenté aux servitudes environnementales qui offre d’importants avantages aux golfs coopérant avec des organisations de conservation et déclarant protéger en leur sein un ou plusieurs habitats naturels fiscaux (à certaines conditions précisées par la Loi,). Le gestionnaire doit notamment maintenir (ou améliorer) la qualité des habitats naturels déclarés, et en assurer une évaluation. Certains golfs possèdent des milieux indéniablement de grand intérêt écologique, mais dans d’autres cas, la valeur réelle des milieux peut être mise en doute. Or, le code américain est lui-même assez flou quant à ses critères d’éco-éligibilité : le golf doit prouver qu’il abrite et protège « un habitat relativement naturel pour les poissons, la faune, des plantes ou des écosystèmes similaires », encore source de trouble et de controverses,,,..

## Indicateurs
Des indicateurs sont nécessaires pour mesurer la situation à un instant « t », ainsi que le chemin parcouru ou à parcourir pour atteindre des objectifs quantitatifs ou qualitatifs.
Des indicateurs (d'état, de pression ou de réponse), et le cas échéant des bioindicateurs, pourront être retenus pour un travail plus normalisé ou une meilleure comparabilité des états initial et du monitoring de l'environnement des terrains de golfs.
L'énergie grise dépensée par le golf, l'écomobilité, l'écoconception des articles de sport, l'accessibilité douce, sont d'autres thèmes complémentaires.

## En France
En France, ce domaine est cadré par la réglementation, mais des approches volontaires existent : Agenda 21 de la Ffgolf, et deux chartes (instrument de faible valeur juridique) signées avec le ministère chargé de l'Environnement, qui depuis 2006 engagent les golfs à diminuer ses consommations d'eau. La France a reçu la RyderCup en 2018, grâce à ces engagements de respect de l’environnement.
Le 19 mars 2013, la fédération a rendu à la ministre des Sports son 1er premier « rapport quinquennal sur la Charte nationale golf et environnement » ; Selon la fédération, 54 % des 700 responsables de golfs interrogés (avec un taux de réponse de 35 à 57 % selon les catégories de taille de golf) ont en cinq ans diminué leurs consommations. Et 14 % à 90 % utilisent une eau non-potable. La part des golfs dans l'irrigation française serait de 0,74 % du total (21 241 000 m3 par an pour 82 % des golfs, sur environ 7 000 hectares irrigués. Les pistes de travail de la Ffgolf sont de mieux répartir les apports, une irrigation plus efficiente et économie, le choix de graminées moins exigeantes en eau et la création de réserves pluviales. Un bilan de qualité de l'eau est prévu en 2014 (portant notamment sur les phytosanitaires et engrais).
Les Golfs qui arrosent le plus (de 25 000 à plus de 50 000 m3/an) sont situés sur le littoral Aquitain et dans le grand sud-est, mais en termes de surface arrosée par région, la région parisienne domine. « La consommation d’une tranche de 9 trous est estimée en moyenne à 24 800 m3 en 2010. Les écarts de consommation d’une région à l’autre peuvent être très importants » (ex : consommations moyennes par région et par « tranche de 9 trous » variant de 8 374 m3/an en Champagne-Ardenne à 77 234 m3/an en Provence-Alpes-Côte d'Azur). L'eau prélevée dans le réseau public en 2012 a été estimée à 2 340 000 m3, soit 8 % de toute l'eau utilisée par les golfs, ou 10 % du parc golfique.
Pour 16 golfs déclarant leur consommation et ayant répond à l'enquête, 6 800 m3 d'eau/an étaient consommés en moyenne pour les 5 dernières années, avec d'importantes variations (15 500 m3 de différence entre le moins et le plus consommateur), plus de 50 % de cette eau provenait de forage ou de cours d'eau.